# Mercedes-Benz Baureihe 177

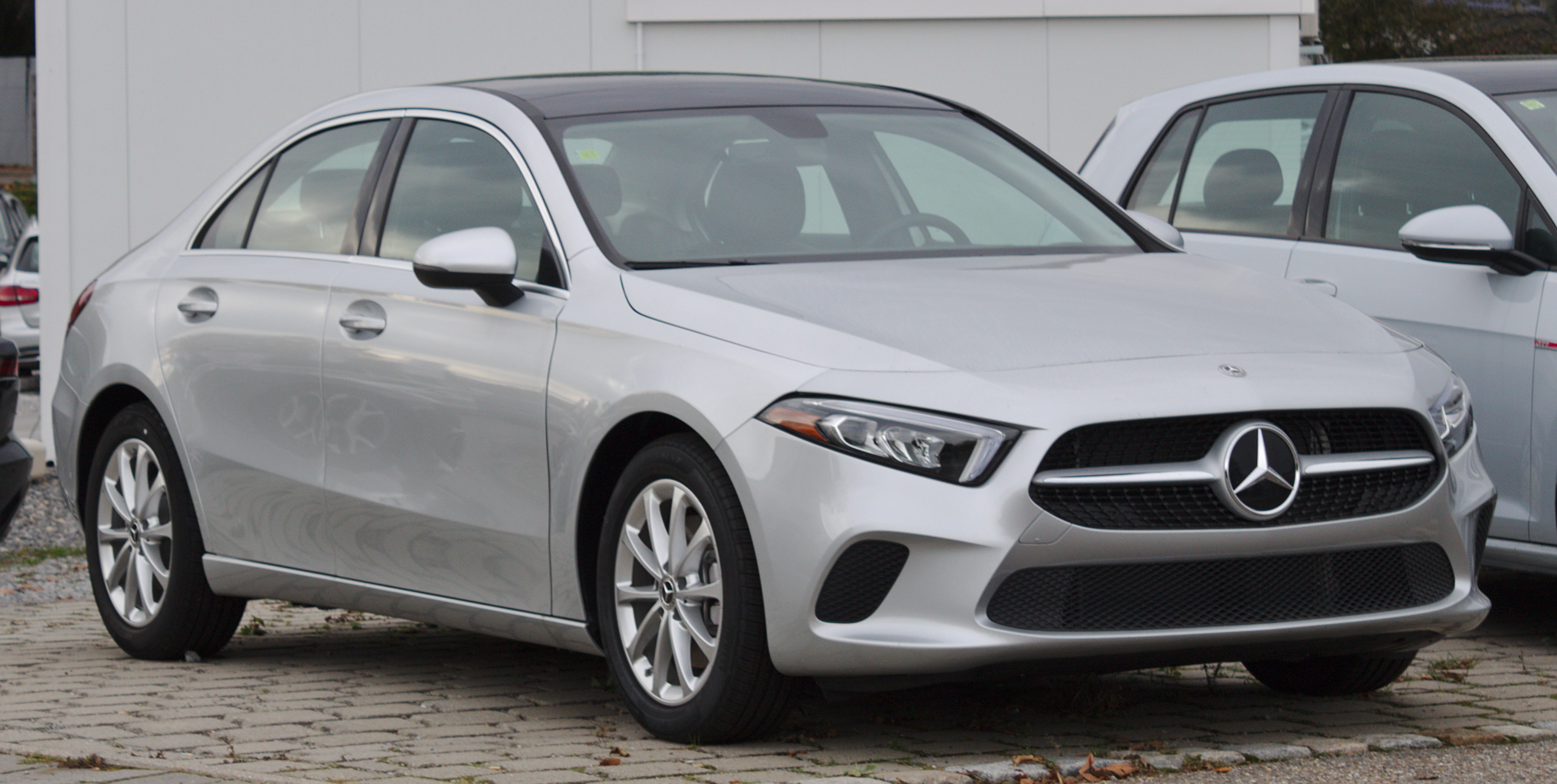
Limousine V 177 (2018–2022)

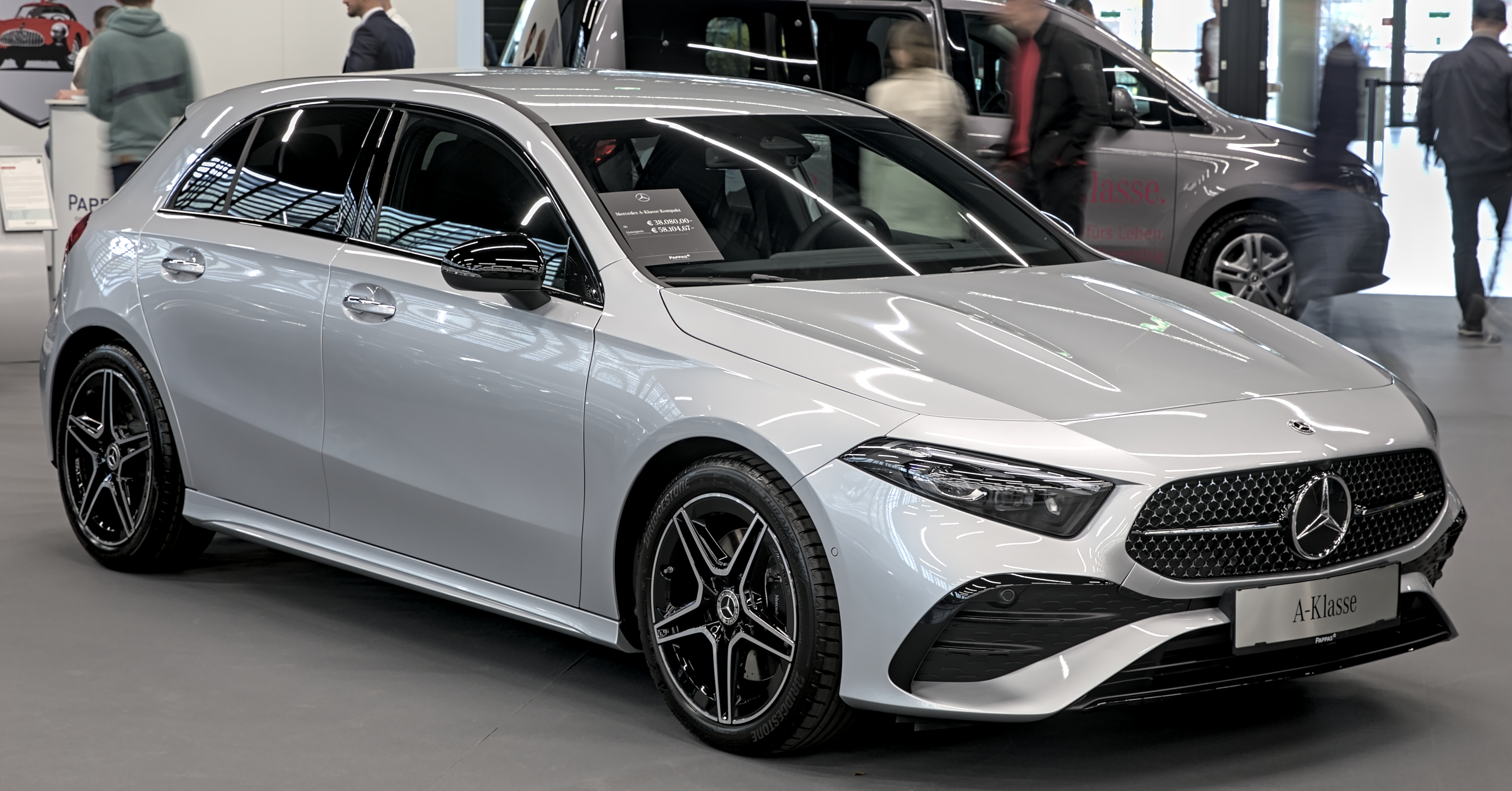
Mercedes-Benz A 220 4MATIC (seit 2022)

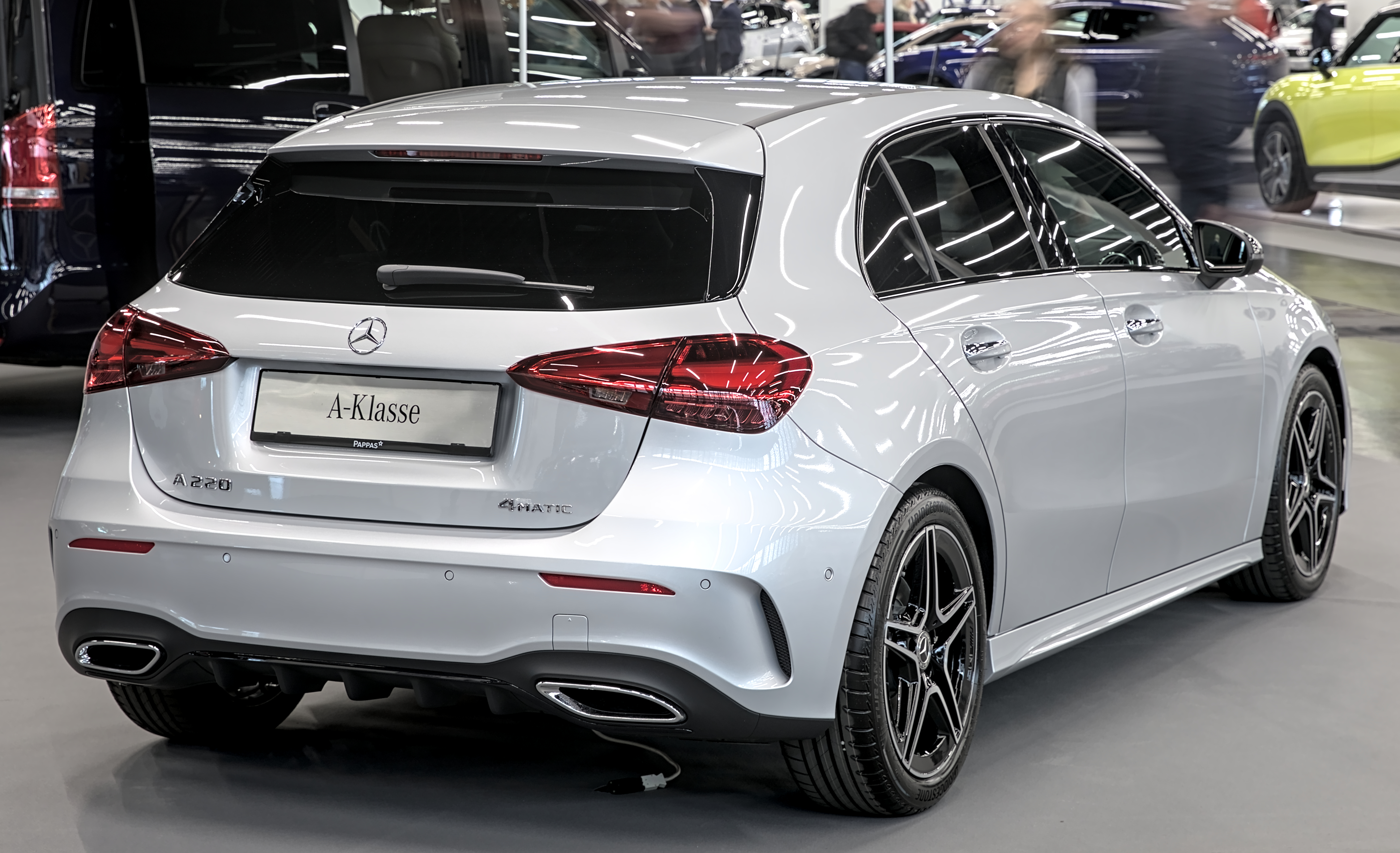
Heckansicht

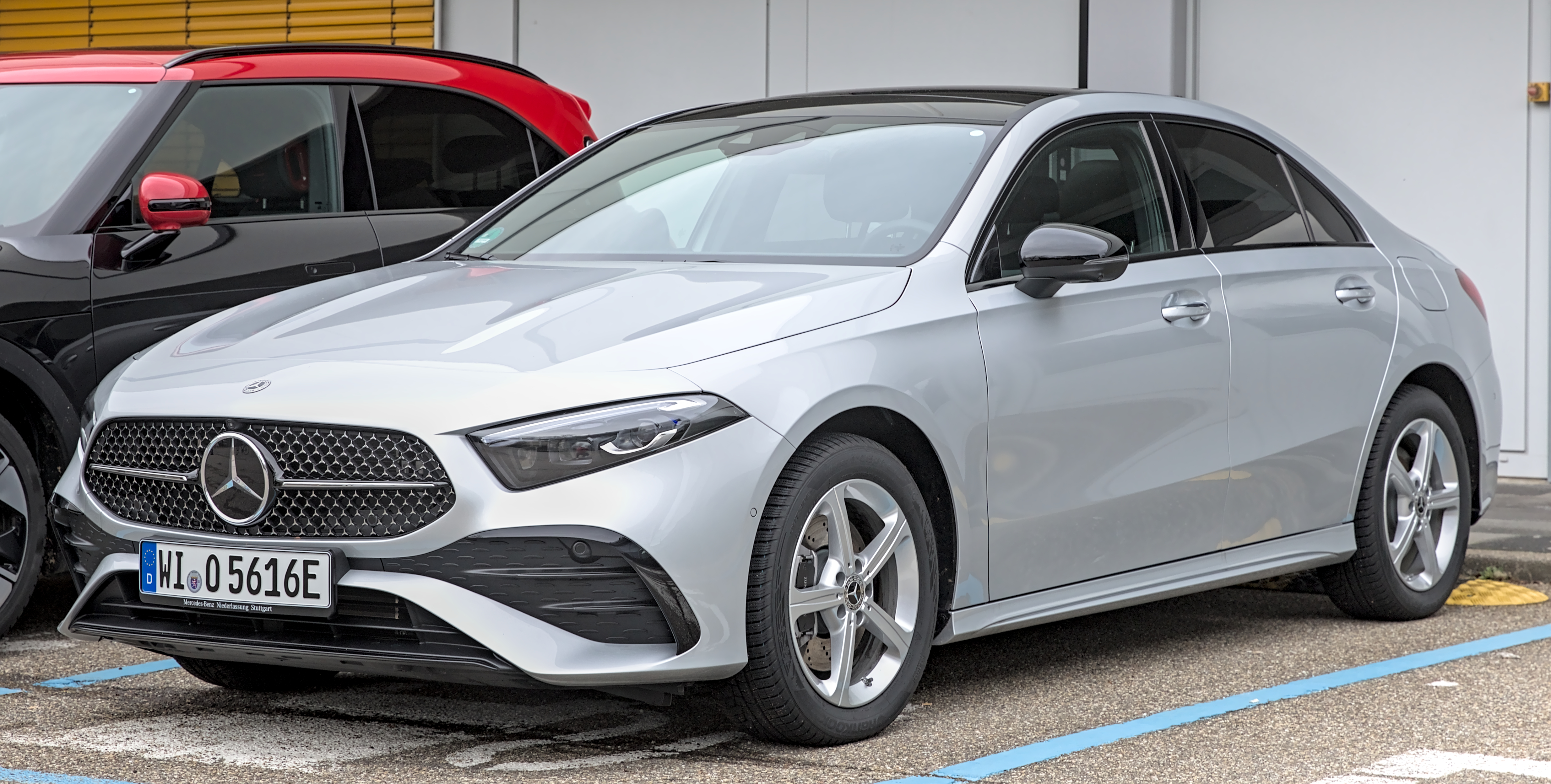
Mercedes-Benz A 250 e Limousine (seit 2022)

Die Mercedes-Benz Baureihe 177 ist die aktuelle Baureihe des Kompaktklassemodells A-Klasse von Mercedes-Benz. Das Fahrzeug baut auf der MFA2-Plattform auf und ist Nachfolger des Mercedes-Benz W 176.

## Geschichte
Die vierte Generation der A-Klasse wurde am 2. Februar 2018 in Amsterdam vorgestellt. Sie konnte ab Februar bestellt werden und wurde ab dem 5. Mai 2018 ausgeliefert. 
Im Oktober 2022 gab es eine Modellpflege.
Zunächst wurde die vierte Generation der A-Klasse als fünftürige Steilheck-Limousine (W 177) angeboten. Das Stufenheck in der Langversion (Z 177) ist nur auf dem chinesischen Markt erhältlich. Es wurde im April 2018 in Peking vorgestellt. Für die übrigen Märkte wird seit September 2018 eine Kurzversion (V 177) angeboten. Es gibt vier Ausstattungsvarianten.
Auf dem Pariser Autosalon im Oktober 2018 wurde der Mercedes-AMG A 35 4MATIC mit 225 kW (306 PS) als (zwischenzeitliches) Spitzenmodell der Baureihe präsentiert. Es kam im Dezember 2018 in den Handel. Im März 2019 debütierte der A 35 4MATIC auch als Stufenheck. Der A 35 trägt sehr zur Erfüllung der Flottenverbrauchsziele von Mercedes-AMG bei, zum Andern stellte Tobias Moers (2014) dar, dass mit den kleinen Modellen Menschen an die Marke AMG herangeführt werden, die sich später für größere Modelle entscheiden.
Im Juli 2019 wurden der A 45 4MATIC+ dieser A-Klassen-Generation und der A 45 S 4MATIC+ vorgestellt. Letzterer ist mit 310 kW (421 PS) das stärkste Modell der Baureihe und nach Firmenangabe auch weltweit das stärkste in Serie gebaute Vierzylinder-Modell. Es ist nur in der Schrägheck-Ausführung erhältlich.
Eine Variante mit Plug-in-Hybrid-Antrieb wurde im August 2019 vorgestellt. Der A 250 e wird als Schrägheck und Limousine produziert und wird vom 1,3-Liter-Ottomotor des Typs M 282 mit 118 kW (160 PS) in Kombination mit einem 75 kW (102 PS) starken Elektromotor angetrieben. Die Systemleistung gibt Mercedes-Benz mit 160 kW (218 PS) an. Der Lithium-Ionen-Akkumulator hat eine Kapazität von 15,6 kWh und ermöglicht eine elektrische Reichweite von bis zu 75 Kilometern. Das Fahrzeug ist gegen Aufpreis mit einer CCS-Schnelllademöglichkeit ausgestattet.
Die B-Klasse basiert genauso wie der CLA wieder auf der A-Klasse. Die B-Klasse wurde ebenfalls auf dem Pariser Autosalon im Oktober 2018 vorgestellt und kam im Januar 2019 in den Handel. Die zweite Generation des CLA wurde als Limousine im Januar 2019 auf der Consumer Electronics Show in Las Vegas und als Shooting Brake auf dem Genfer Auto-Salon im März 2019 vorgestellt. Außerdem nutzen der im Juni 2019 präsentierte GLB und der im Dezember 2019 präsentierte GLA die Plattform der A-Klasse.

## Design

### Karosserie
Wie bereits beim Vorgänger W 176 ist die Karosserie des W 177 niedrig. Sie hat einen Luftwiderstandsbeiwert (cw) ab 0,25 und 2,19 m² Stirnfläche. Zum geringen Luftwiderstand tragen unter anderem die tief heruntergezogene Front und die gegen Aufpreis erhältlichen verschließbaren Lamellen vor dem Kühler bei. Die Scheinwerfer sind kleiner als beim Vorgänger. Sie sind wahlweise mit automatisch verstellbaren Leuchtdioden erhältlich. Der Radstand des Fahrzeugs ist rund 3 cm länger als beim Vorgänger, was den Einstieg erleichtern soll. In Kombination mit einer tieferen Sitzposition soll das den beim Vorgänger kritisierten Komfort auf der Rückbank verbessern. Die geteilten Rückleuchten ermöglichen eine 20 cm breitere Hecktür. Der Kofferraum der Schrägheckversion fasst bis zu 370 Liter; der der Limousine 410 Liter.
Die Limousine V 177 erreicht sogar einen Luftwiderstandsbeiwert von 0,22 und gehört damit u. a. mit dem Mercedes-Benz CLA zu den weltweit strömungsgünstigsten Serienfahrzeugen.

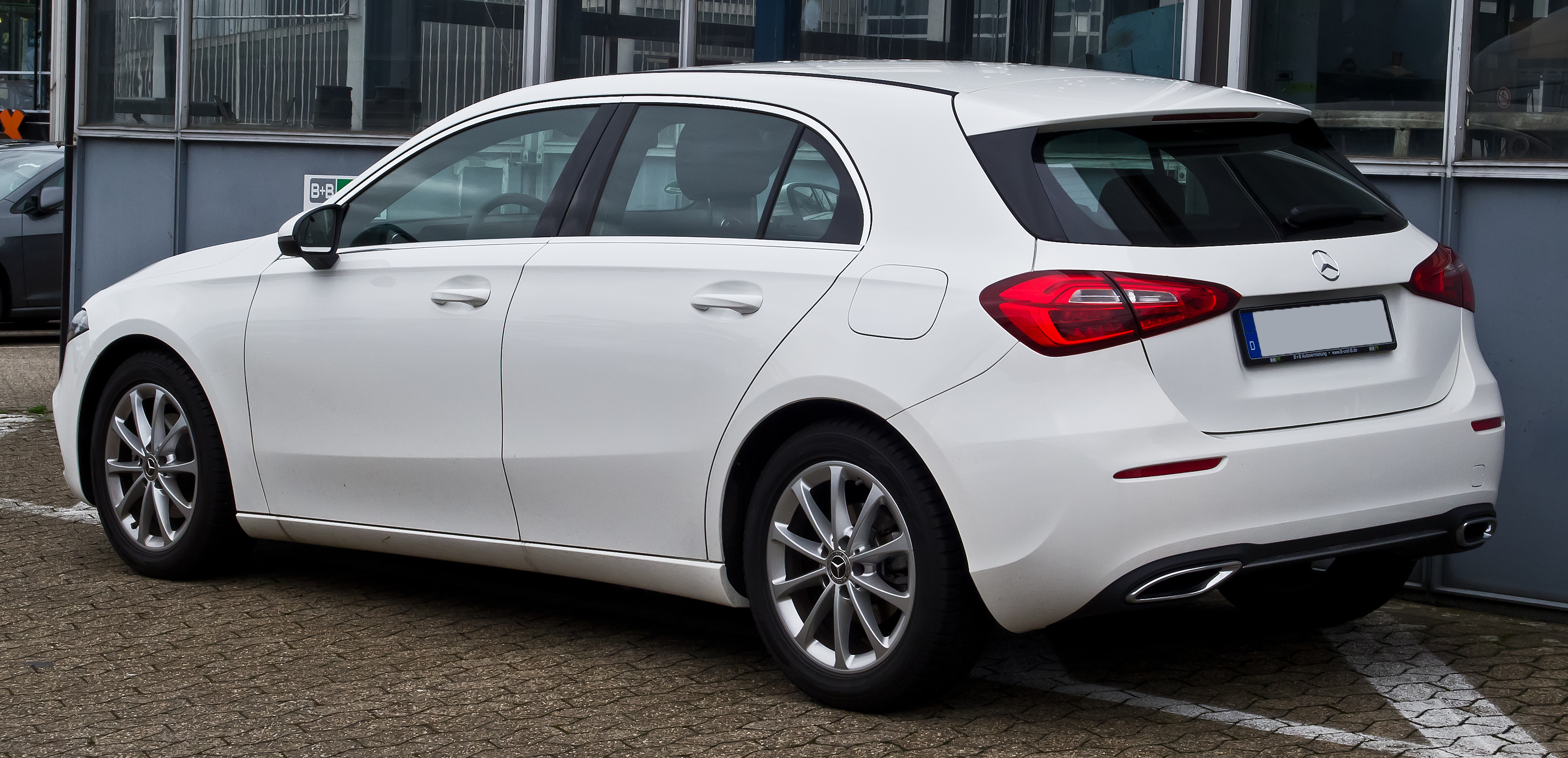
W 177 (Schrägheck), Heckansicht
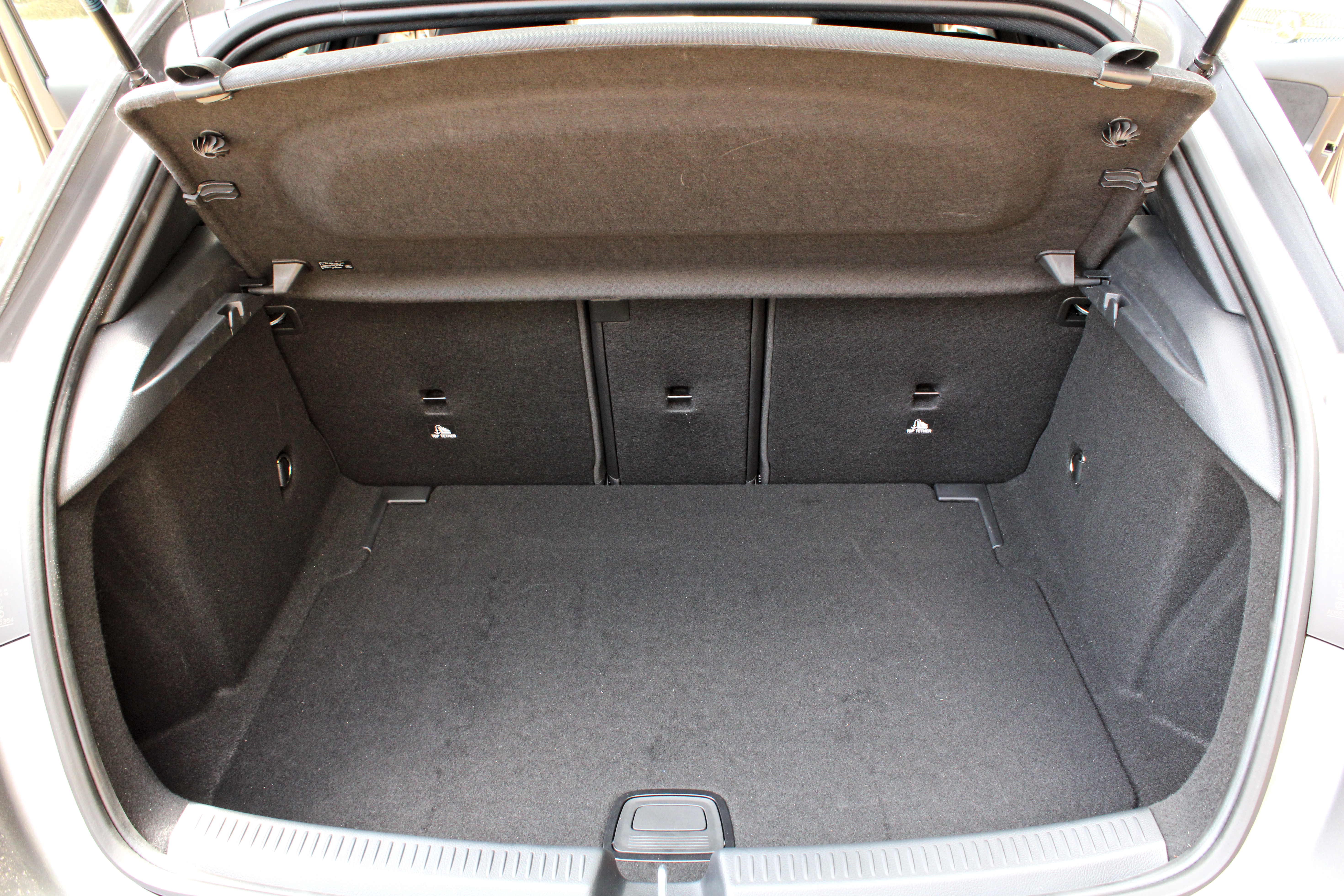
W 177 (Schrägheck), Kofferraum
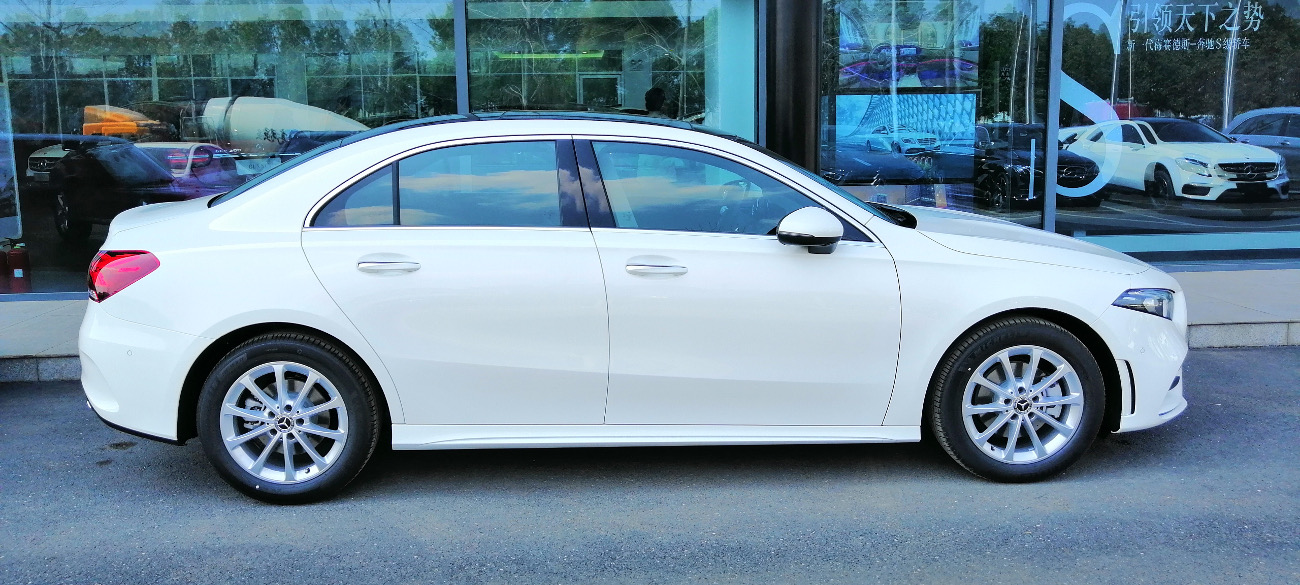
Z 177 Limousine für China
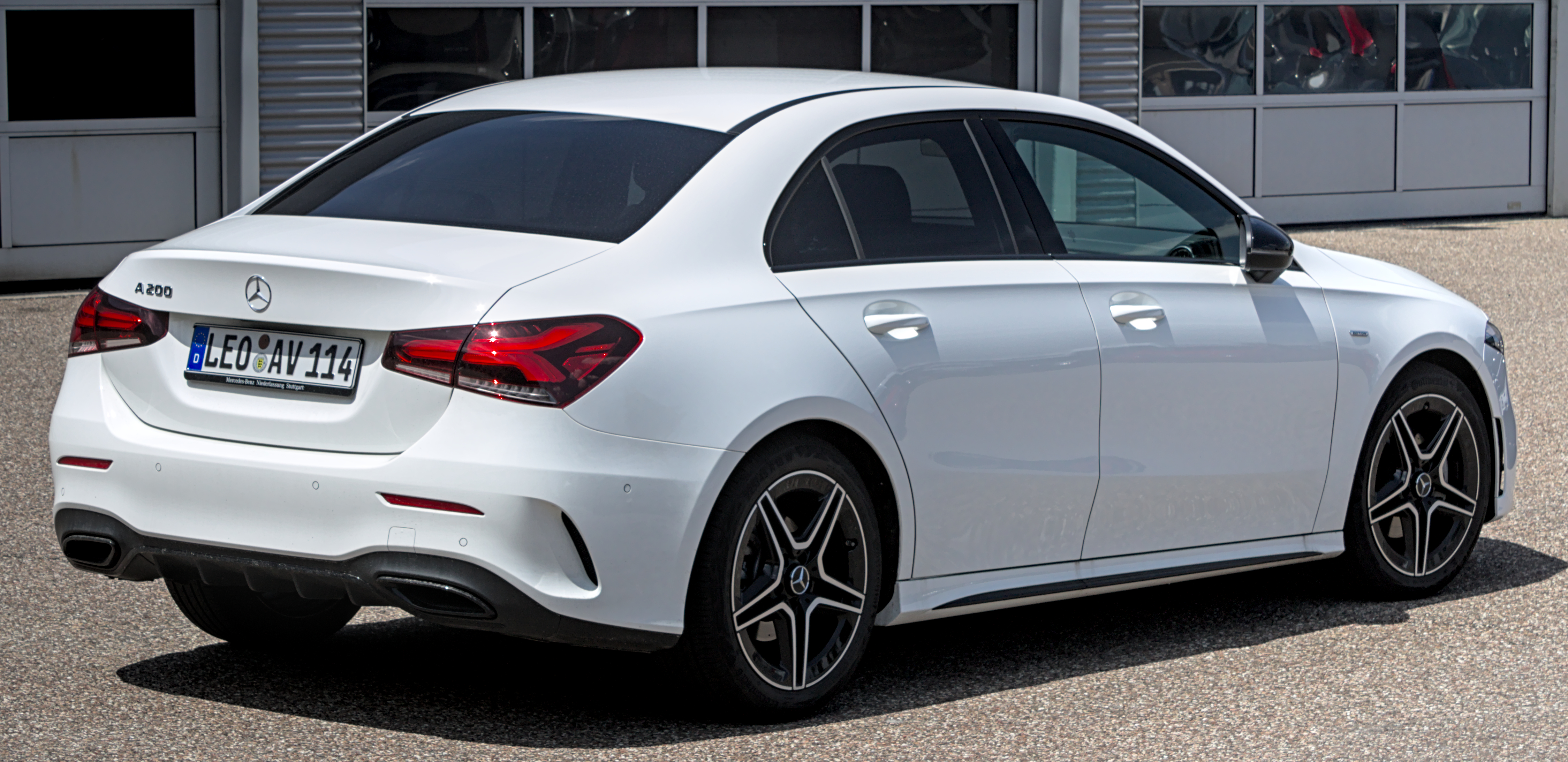
V 177 Limousine, Heckseitenansicht
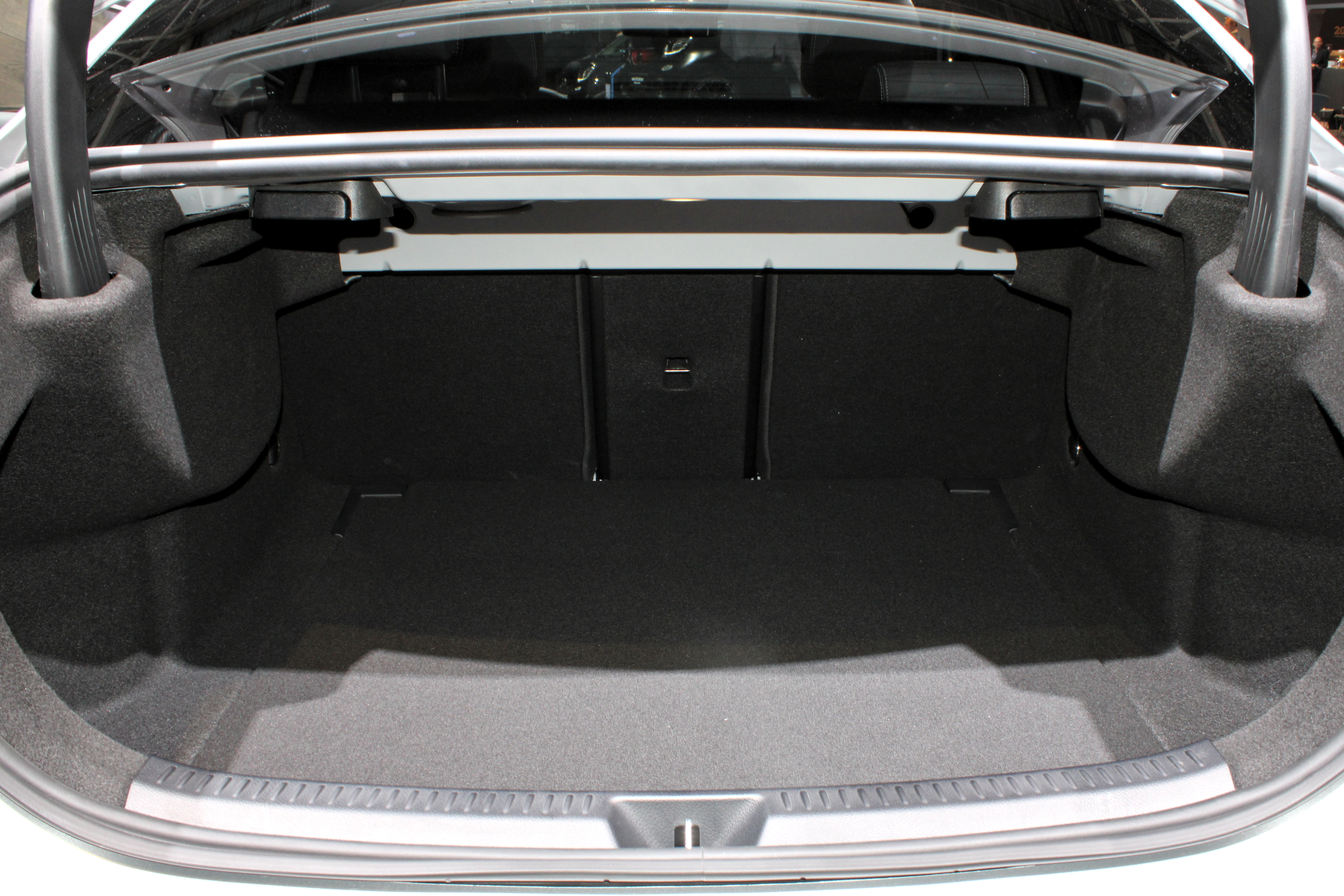
Limousine, Kofferraum

### Abmessungen
|                                  | Steilheck W 177                            | Limousine V 177                            | Limousine Z 177                  |
| Bauzeitraum                      | seit 05/2018                               | seit 11/2018                               | seit 11/2018                     |
| Länge × Breite × Höhe            | 4419–4428 mm × 1796 mm × 1423–1440 mm      | 4549–4558 mm × 1796 mm × 1429–1446 mm      | 4622 mm × 1796 mm × 1454–1462 mm |
| Länge × Breite × Höhe (AMG 35)   | 4436–4447 mm × 1796–1797 mm × 1405–1407 mm | 4558–4570 mm × 1796–1797 mm × 1413–1422 mm | 4637 mm × 1796 mm × 1422 mm      |
| Länge × Breite × Höhe (AMG 45)   | 4445 mm × 1850 mm × 1407 mm                | —                                          | —                                |
| Länge × Breite × Höhe (AMG 45 S) | 4445–4453 mm × 1850 mm × 1412–1414 mm      | —                                          | —                                |
| Radstand                         | 2729 mm                                    | 2729 mm                                    | 2789 mm                          |
| max. Laderaumvolumen             | 310–1195 l                                 | 345–405 l                                  | k. A.                            |

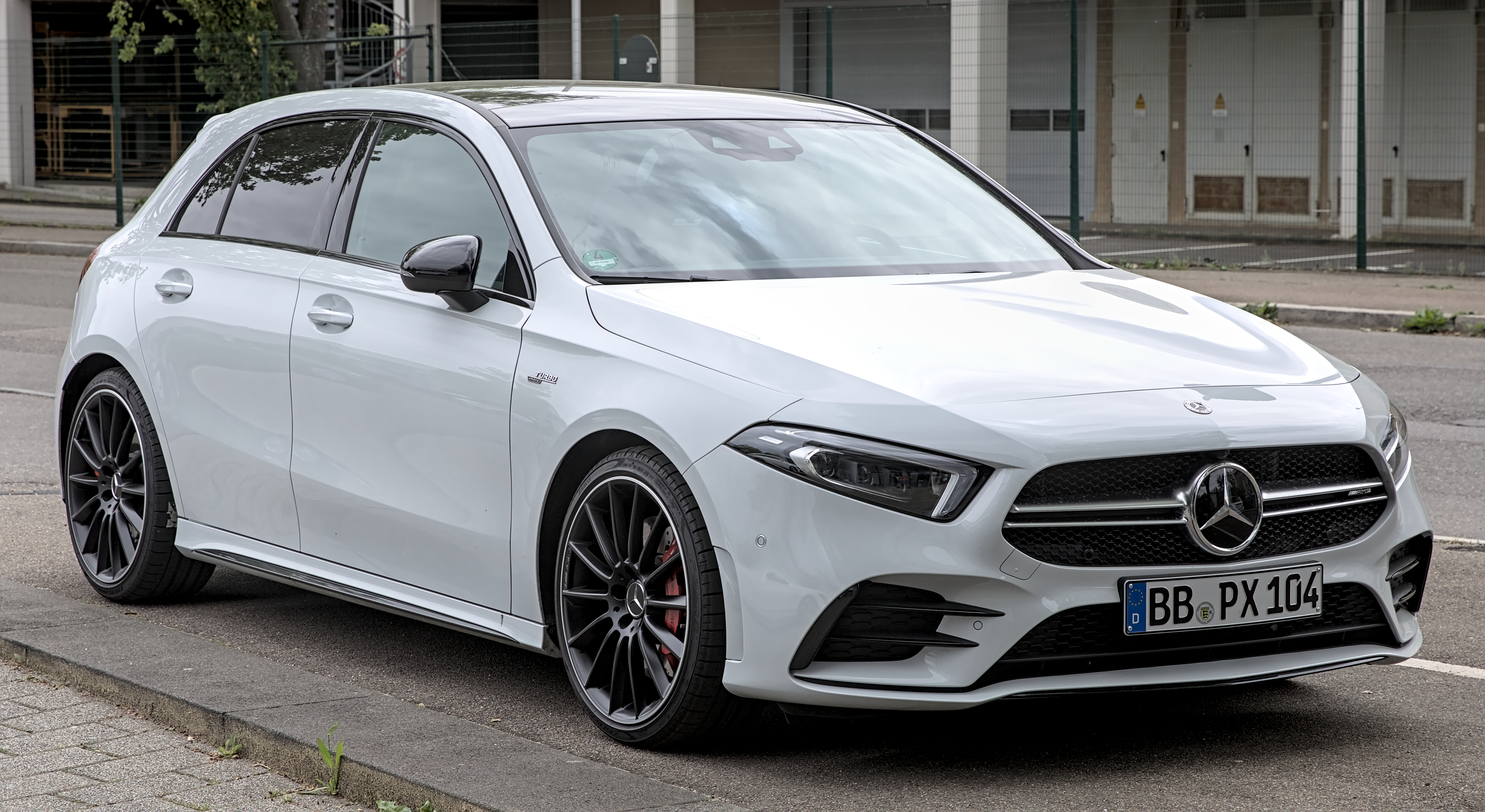
Mercedes-AMG A 35 (2018–2022)
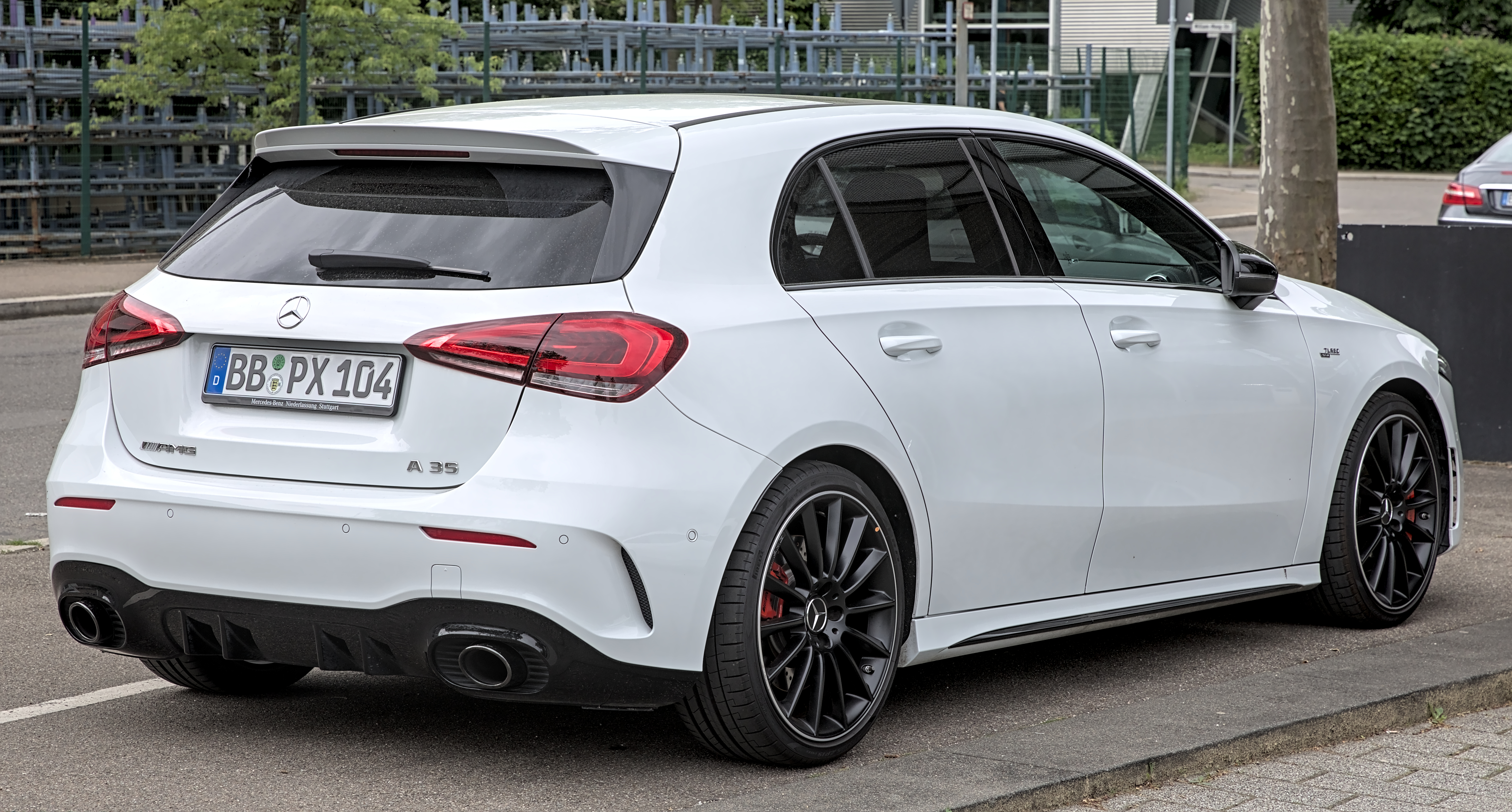
A 35, Heckseitenansicht (2018–2022)
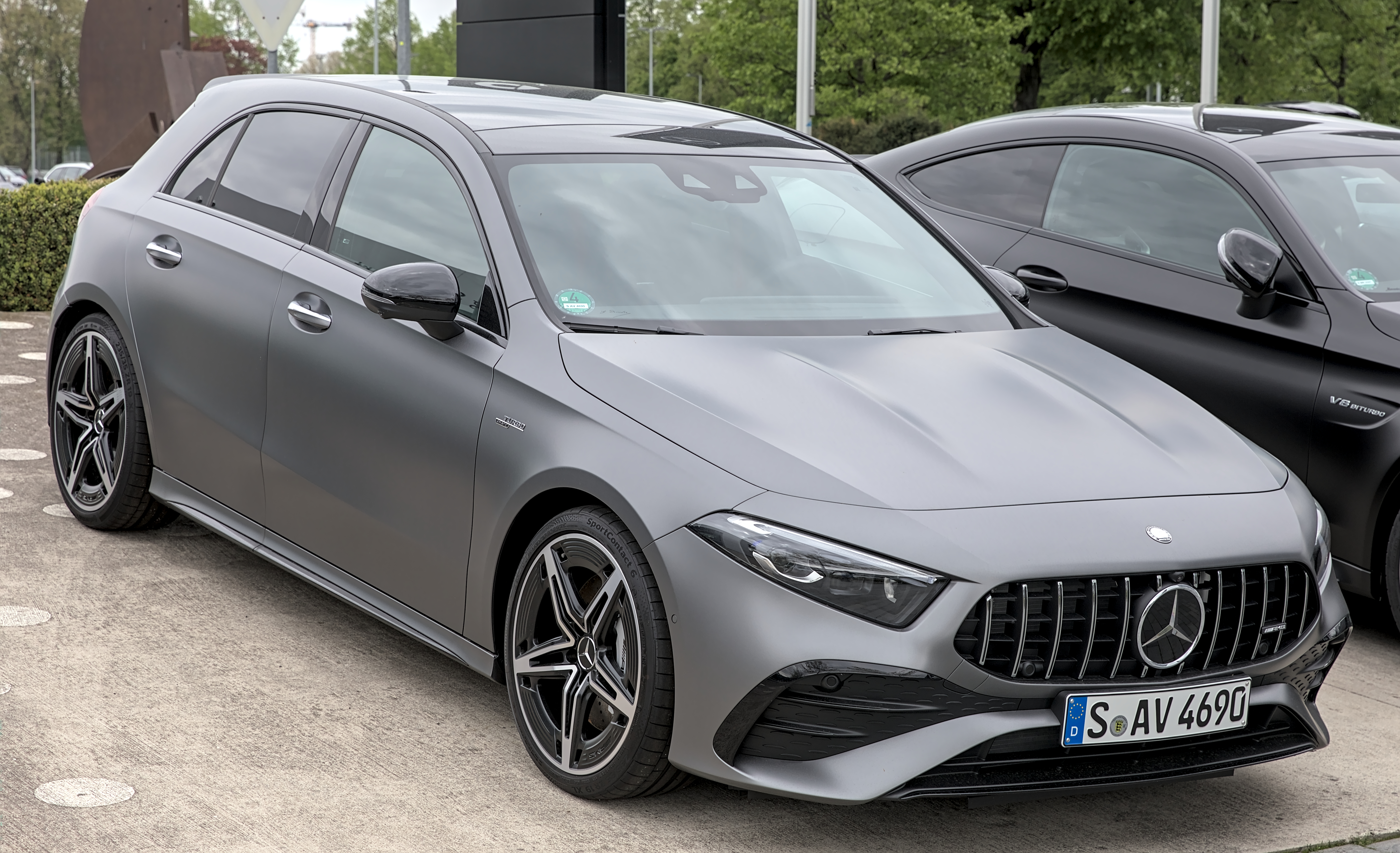
Mercedes-AMG A 35 (seit 2022)
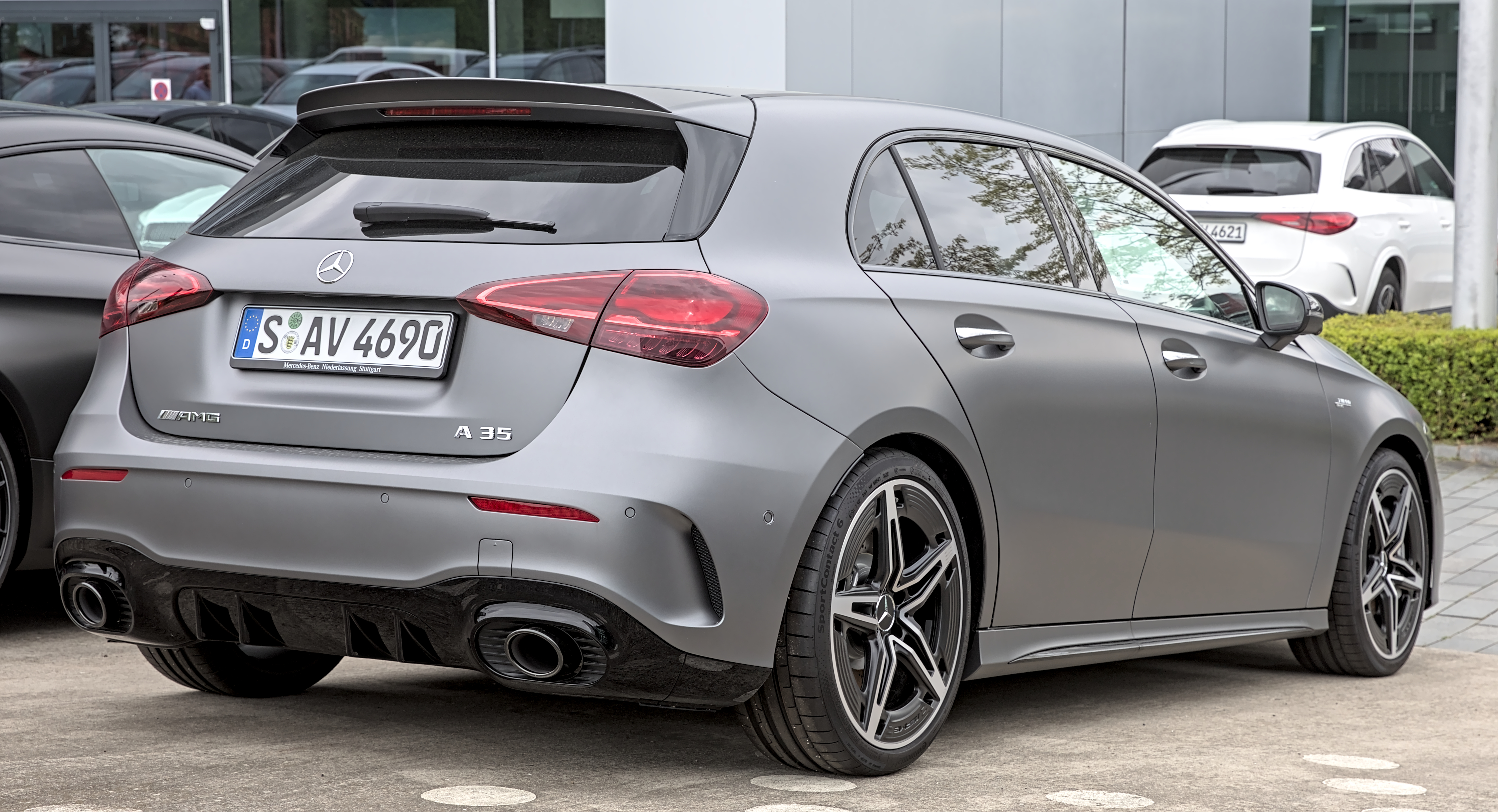
A 35, Heckseitenansicht (seit 2022)
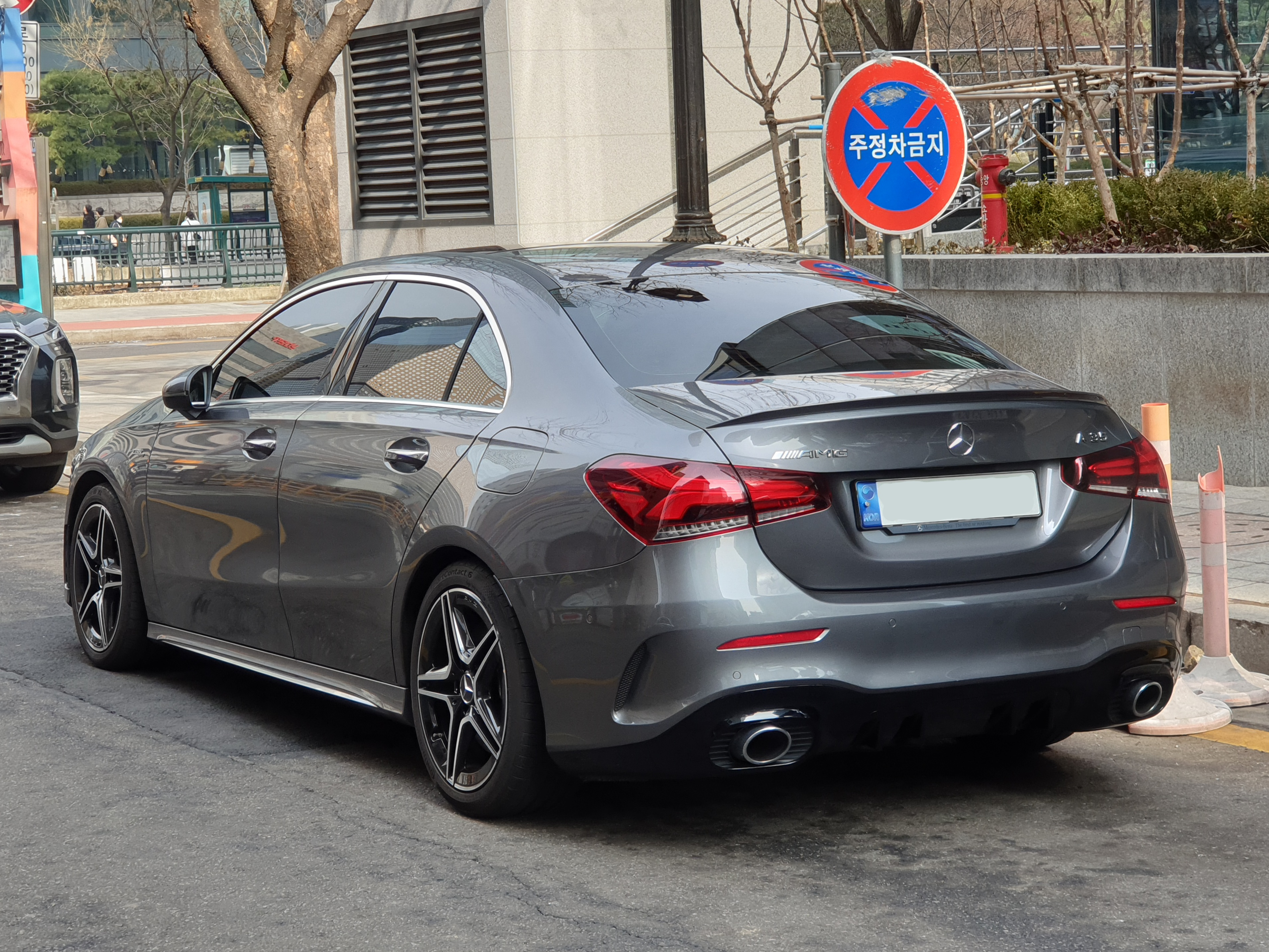
A 35 Limousine, Heckseitenansicht (2018–2022)
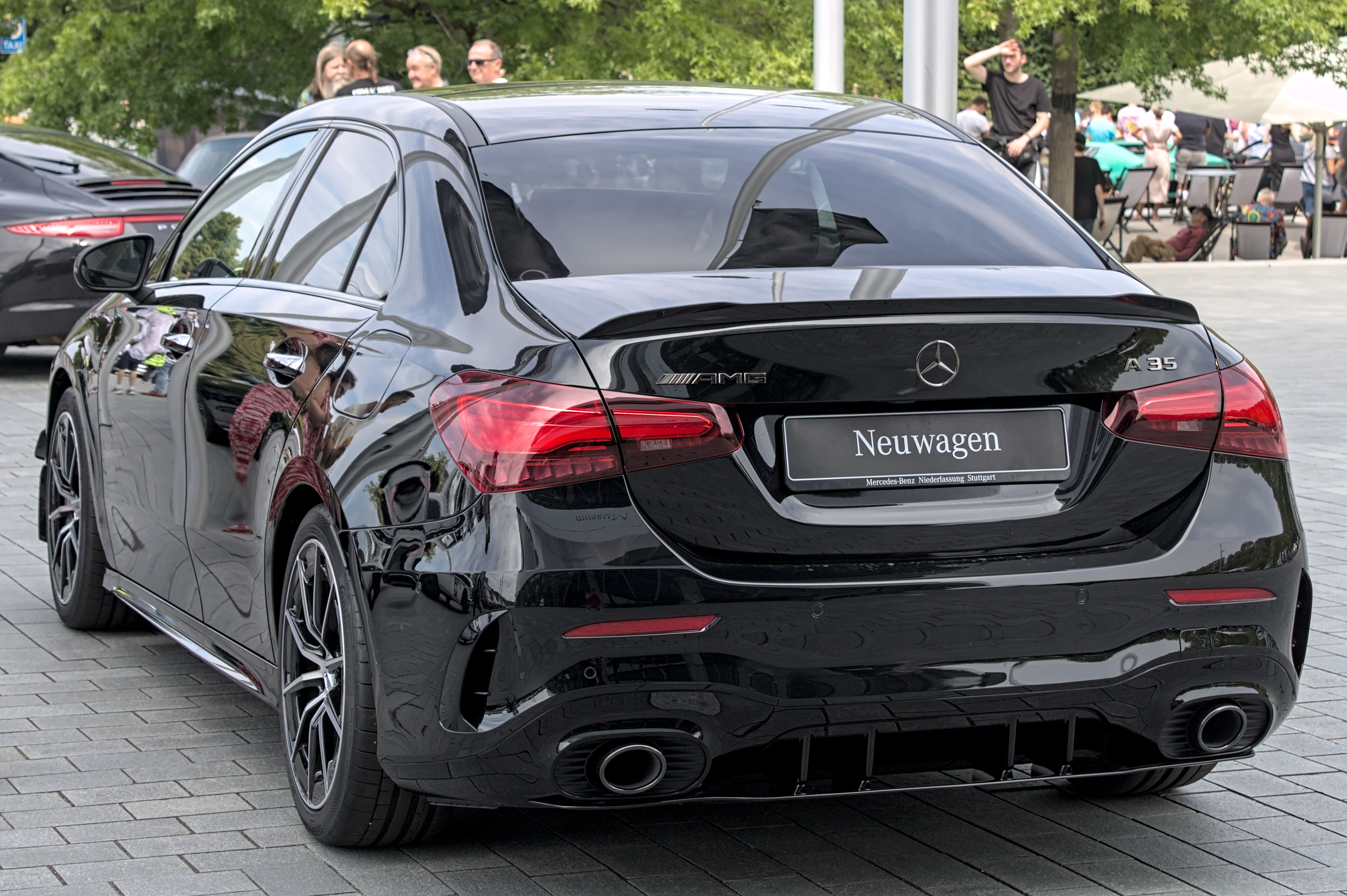
A 35 Limousine, Heckseitenansicht (seit 2022)
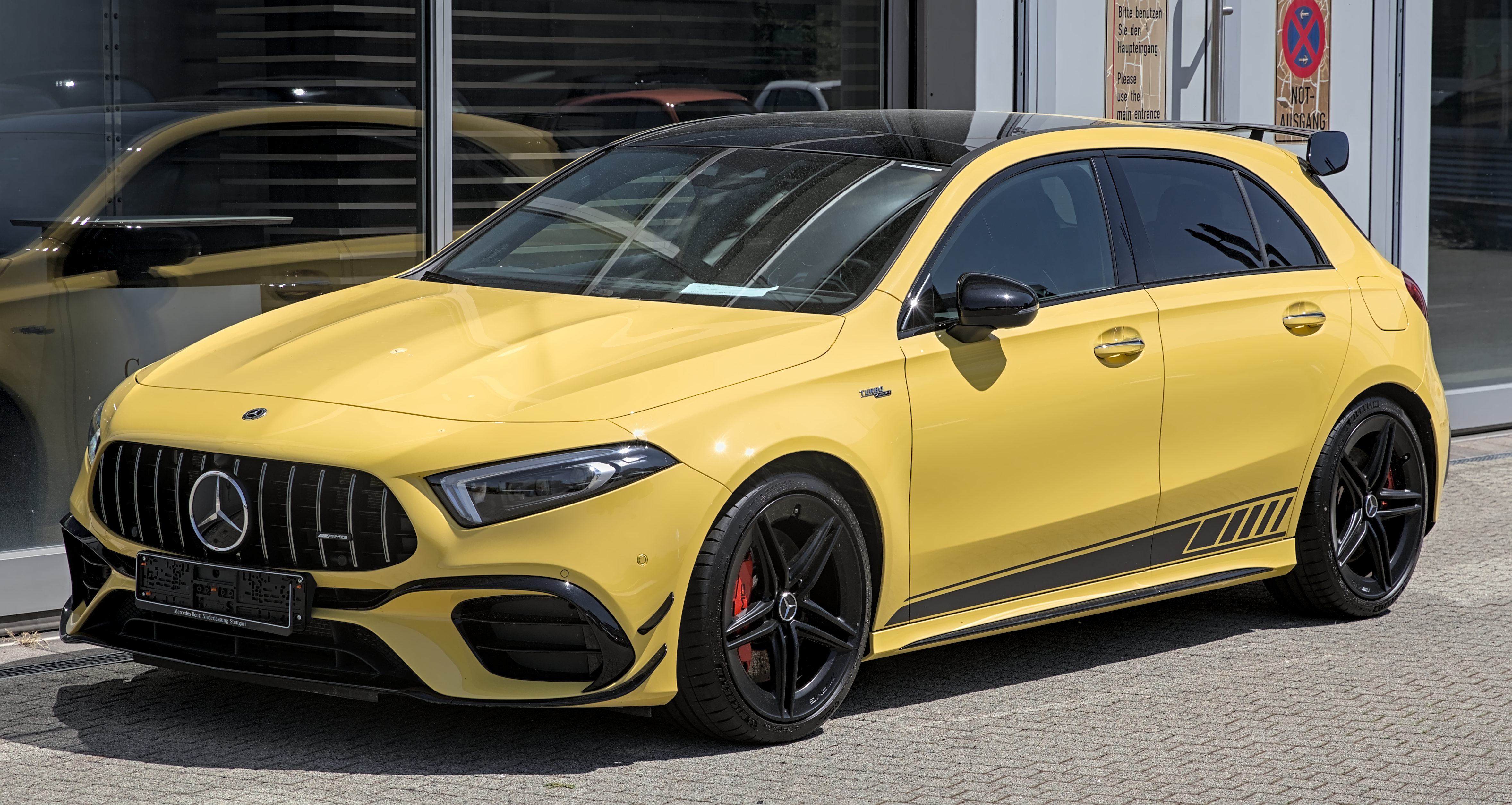
Mercedes-AMG A 45 S (2019–2022)
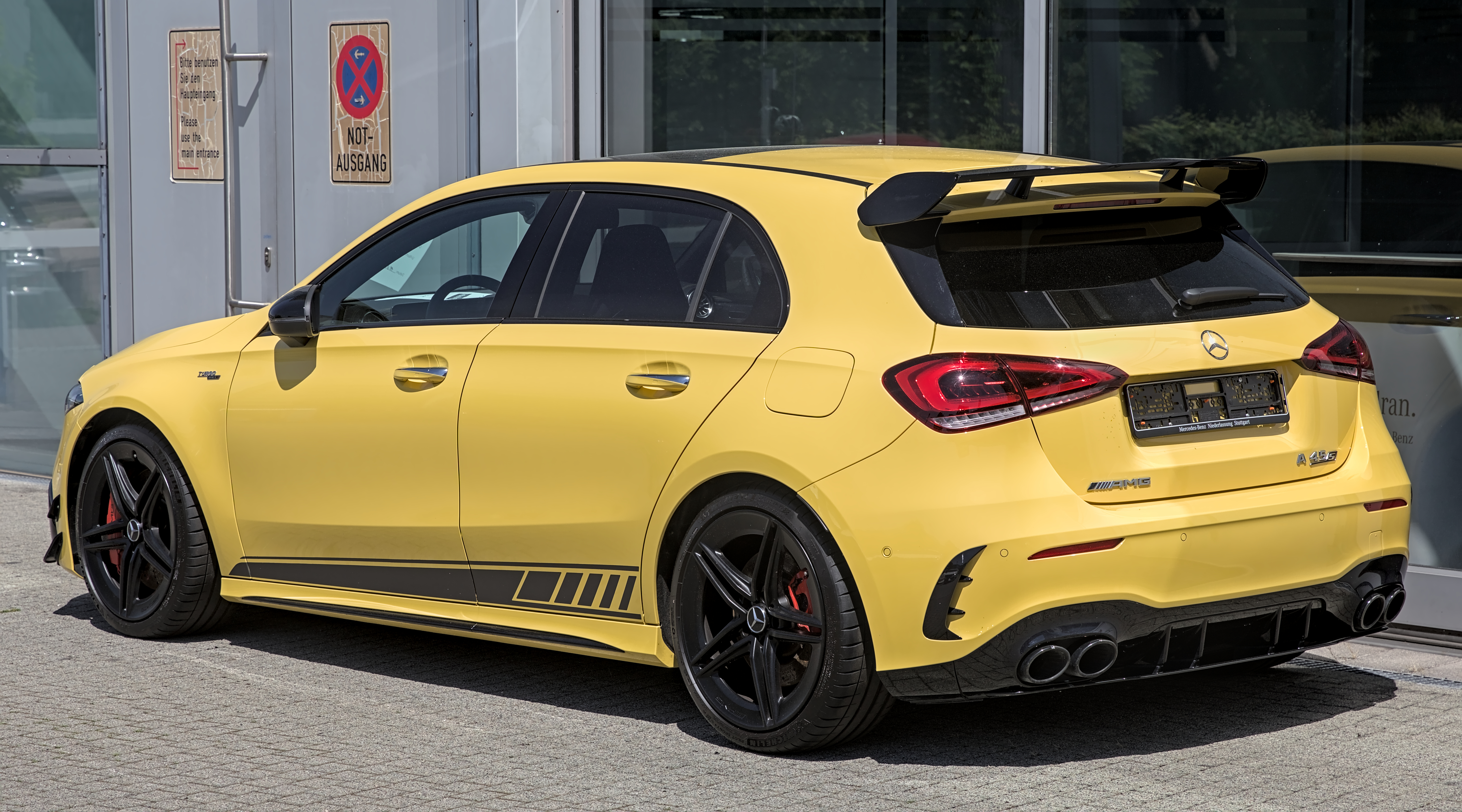
A 45 S, Heckseitenansicht (2019–2022)

### Innenausstattung

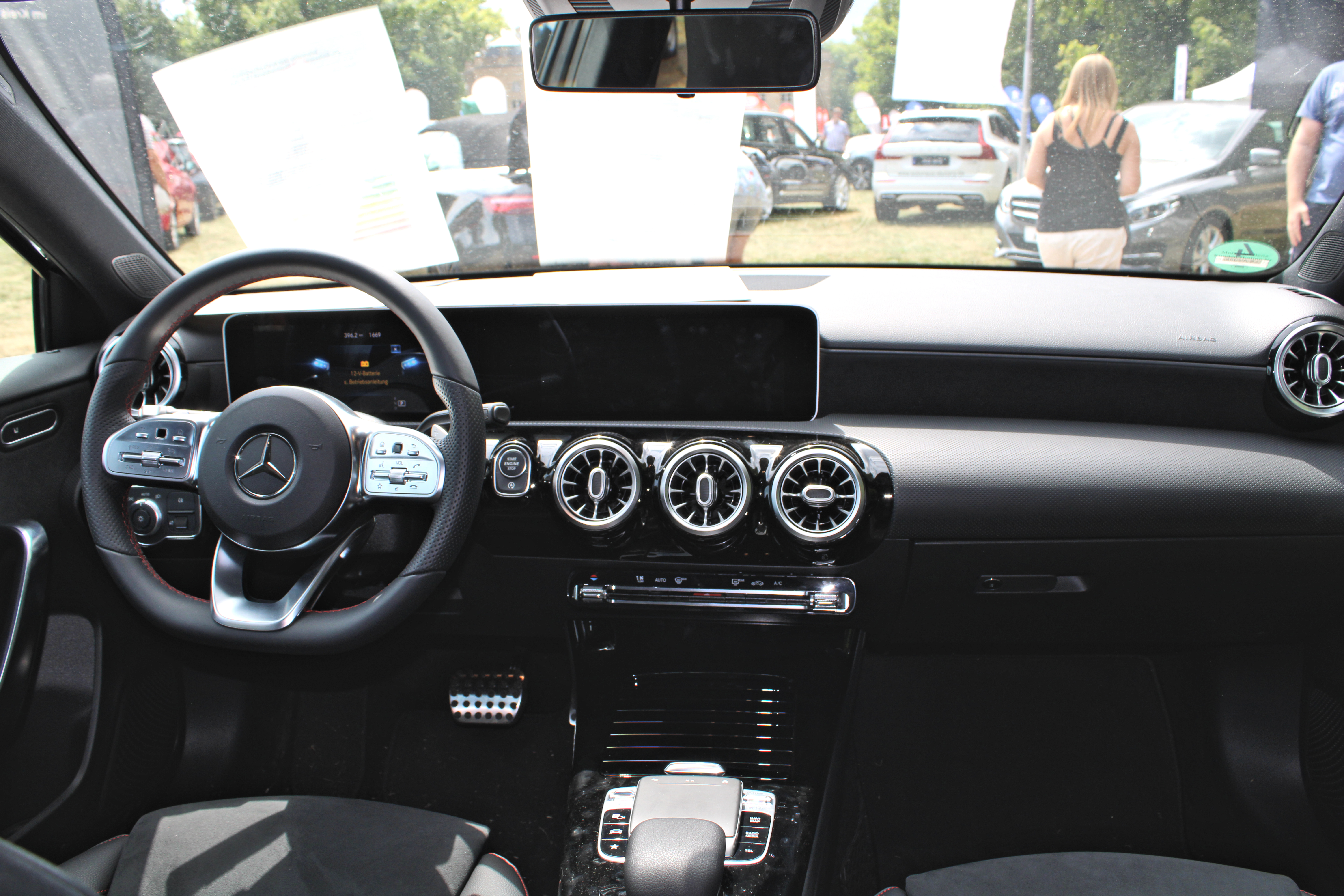
Instrumententafel

Die C-Säulen des Fahrzeugs wurden verkleinert, was die Sicht beim Rückwärtsfahren verbessern soll. Im Cockpit sind zwei Widescreen-Displays, die je nach gewählter Ausstattungsvariante eine Diagonale von 7 oder 10,25 Zoll haben. Sie werden mit einem Touchpad bedient. So hat das Fahrzeug auch in der Basisversion keine analogen Instrumente.
Das bereits aus Mercedes-Benz-Fahrzeugen der höheren Klassen bekannte Ambientelicht ist in der A-Klasse ebenfalls mit 64 zur Auswahl stehenden Farben erhältlich.

### Sicherheit
Im Euro-NCAP-Crashtest wurde das Fahrzeug im Jahr 2018 mit fünf von fünf möglichen Sternen bewertet. Bei der Bewertung der Insassensicherheit von Erwachsenen erreichte das getestete Fahrzeug 96 % und bei der Insassensicherheit von Kindern 91 %. Im Bereich Fußgängerschutz erhielt das Fahrzeug 92 % und bei den Sicherheitssystemen 75 % der Punkte.

## Neuerungen

### Mercedes-Benz User Experience
Der W 177 ist das erste Fahrzeug von Mercedes-Benz mit einer Software, die als intelligenter persönlicher Assistent fungiert. Sie wird vom Hersteller Mercedes-Benz User Experience (MBUX) genannt. Über eine Sprachsteuerung, die mit dem Kommando „Hey Mercedes“ aktiviert wird, können verschiedene Befehle gegeben werden, wie beispielsweise das Wechseln des Radiosenders oder das Ändern der Temperatur. Die Software kann per Over-the-Air-Update aktualisiert werden.
Der bislang verwendete Dreh-Drück-Controller wurde durch ein Touchpad mit haptischem Feedback ersetzt. Zudem lässt sich das System per Touchscreen oder über die aus der Baureihe 213 (E-Klasse) und der Modellpflege der Baureihe 222 (S-Klasse) bekannten Touchflächen am Lenkrad steuern. MBUX ist in der Grundausstattung enthalten.

### Teilautomatisiertes Fahren
Die vierte Generation der A-Klasse lässt sich mit den Fahrassistenzsystemen aus der S- und E-Klasse bestücken (beispielsweise Abstandsregeltempomat DISTRONIC, Lenkassistent, Spurhalteassistent, Verkehrszeichenerkennung und Antikollisionssysteme) und kann dann teilautomatisiert fahren.

### Fahrwerk
Die Komponenten des Fahrwerks variieren je nach Motorisierung und Sonderausstattung. Als Vorderachse verwendet Mercedes-Benz MacPherson-Federbeine und geschmiedete Querlenker. Sowohl die Lenker als auch die gegossenen Radträger sind aus Aluminium. Die Zahnstangenlenkung hat ein elektrisches Servo, dessen Wirkung mit zunehmender Geschwindigkeit nachlässt. Sie wird von den Fahrerassistenzsystem unterstützt und lenkt unter anderem beim Übersteuern, bei ungleicher Bremswirkung und bei Seitenwind gegen.
Für die Hinterachse gibt es zwei Varianten: Schwächere Motoren sind mit einer Verbundlenkerachse mit U-Profil kombiniert, stärker motorisierte Modelle oder Modelle mit 4MATIC-Allradantrieb erhalten eine Vierlenker-Hinterachse mit einem Hilfsrahmen. Der Radträger und der Federlenker sind aus Aluminium. Vorn und hinten gibt es Schraubenfedern und serienmäßig Teleskopstoßdämpfer mit elektronisch geregelter Dämpfung („DYNAMIC-SELECT“). Als Sonderausstattung lässt sich das Dämpferverhalten selbst wählen.

### Motoren
Alle für diese Generation der A-Klasse erhältlichen Motoren, sowohl Diesel- wie Ottomotoren, haben Partikelfilter. Mit der Modellpflege im Oktober 2022 erhielten alle Benziner außer dem des AMG A 45 S ein 48-Volt-Bordnetz. Außerdem entfielen die Varianten mit Schaltgetriebe.

## Technische Daten

### Ottomotoren
| Kenngrößen                                  | A 160                              | A 180                                                 | A 180                                                 | A 180                                                 | A 200                                                 | A 200                                                 | A 200                                                 | A 200 4MATIC                            | A 220                                                              | A 220 4MATIC                                                       | A 220 4MATIC                                                       | A 220 4MATIC                                                       | A 250                                                              | A 250 4MATIC                                                       | A 250 4MATIC                                                       | A 250 4MATIC                                                       | Mercedes-AMG A 35 4MATIC           | Mercedes-AMG A 35 4MATIC                         | Mercedes-AMG A 35 4MATIC                         | Mercedes-AMG A 45 4MATIC+                    | Mercedes-AMG A 45 S 4MATIC+                  | Mercedes-AMG A 45 S 4MATIC+                  |
| ------------------------------------------- | ---------------------------------- | ----------------------------------------------------- | ----------------------------------------------------- | ----------------------------------------------------- | ----------------------------------------------------- | ----------------------------------------------------- | ----------------------------------------------------- | --------------------------------------- | ------------------------------------------------------------------ | ------------------------------------------------------------------ | ------------------------------------------------------------------ | ------------------------------------------------------------------ | ------------------------------------------------------------------ | ------------------------------------------------------------------ | ------------------------------------------------------------------ | ------------------------------------------------------------------ | ---------------------------------- | ------------------------------------------------ | ------------------------------------------------ | -------------------------------------------- | -------------------------------------------- | -------------------------------------------- |
| Bauzeitraum                                 | 07/2018–10/2022                    | 07/2018–10/2022                                       | 10/2022–01/2024                                       | seit 01/2024                                          | 05/2018–10/2022                                       | 10/2022–01/2024                                       | seit 01/2024                                          | 10/2020–10/2022                         | 07/2018–10/2019                                                    | 07/2018–10/2020                                                    | 10/2022–01/2024                                                    | seit 01/2024                                                       | 05/2018–10/2022                                                    | 07/2018–10/2022                                                    | 10/2022–01/2024                                                    | seit 01/2024                                                       | 12/2018–10/2022                    | 10/2022–01/2024                                  | seit 01/2024                                     | 08/2019–10/2022                              | 08/2019–01/2024                              | seit 01/2024                                 |
| Motorkenndaten                              |                                    |                                                       |                                                       |                                                       |                                                       |                                                       |                                                       |                                         |                                                                    |                                                                    |                                                                    |                                                                    |                                                                    |                                                                    |                                                                    |                                                                    |                                    |                                                  |                                                  |                                              |                                              |                                              |
| Motorbezeichnung *                          | M 282 DE 14 AL                     | M 282 DE 14 AL                                        | M 282 DE 14 AL                                        | M 282 DE 14 AL                                        | M 282 DE 14 AL                                        | M 282 DE 14 AL                                        | M 282 DE 14 AL                                        | M 282 DE 14 AL                          | M 260 DE 20 AL                                                     | M 260 DE 20 AL                                                     | M 260 DE 20 AL                                                     | M 260 DE 20 AL                                                     | M 260 DE 20 AL                                                     | M 260 DE 20 AL                                                     | M 260 DE 20 AL                                                     | M 260 DE 20 AL                                                     | M 260 DE 20 AL                     | M 260 DE 20 AL                                   | M 260 DE 20 AL                                   | M 139 DE 20 AL                               | M 139 DE 20 AL                               | M 139 DE 20 AL                               |
| Motortyp                                    | R4-Ottomotor                       | R4-Ottomotor                                          | R4-Ottomotor                                          | R4-Ottomotor                                          | R4-Ottomotor                                          | R4-Ottomotor                                          | R4-Ottomotor                                          | R4-Ottomotor                            | R4-Ottomotor                                                       | R4-Ottomotor                                                       | R4-Ottomotor                                                       | R4-Ottomotor                                                       | R4-Ottomotor                                                       | R4-Ottomotor                                                       | R4-Ottomotor                                                       | R4-Ottomotor                                                       | R4-Ottomotor                       | R4-Ottomotor                                     | R4-Ottomotor                                     | R4-Ottomotor                                 | R4-Ottomotor                                 | R4-Ottomotor                                 |
| Gemischaufbereitung                         | Direkteinspritzung                 | Direkteinspritzung                                    | Direkteinspritzung                                    | Direkteinspritzung                                    | Direkteinspritzung                                    | Direkteinspritzung                                    | Direkteinspritzung                                    | Direkteinspritzung                      | Direkteinspritzung                                                 | Direkteinspritzung                                                 | Direkteinspritzung                                                 | Direkteinspritzung                                                 | Direkteinspritzung                                                 | Direkteinspritzung                                                 | Direkteinspritzung                                                 | Direkteinspritzung                                                 | Direkteinspritzung                 | Direkteinspritzung                               | Direkteinspritzung                               | kombinierte Direkt- und Saugrohreinspritzung | kombinierte Direkt- und Saugrohreinspritzung | kombinierte Direkt- und Saugrohreinspritzung |
| Motoraufladung                              | Turbolader                         | Turbolader                                            | Turbolader                                            | Turbolader                                            | Turbolader                                            | Turbolader                                            | Turbolader                                            | Turbolader                              | Turbolader                                                         | Turbolader                                                         | Turbolader                                                         | Turbolader                                                         | Turbolader                                                         | Turbolader                                                         | Turbolader                                                         | Turbolader                                                         | Twin-Scroll-Turbo                  | Twin-Scroll-Turbo                                | Twin-Scroll-Turbo                                | Twin-Scroll-Turbo                            | Twin-Scroll-Turbo                            | Twin-Scroll-Turbo                            |
| Hubraum                                     | 1332 cm³                           | 1332 cm³                                              | 1332 cm³                                              | 1332 cm³                                              | 1332 cm³                                              | 1332 cm³                                              | 1332 cm³                                              | 1332 cm³                                | 1991 cm³                                                           | 1991 cm³                                                           | 1991 cm³                                                           | 1991 cm³                                                           | 1991 cm³                                                           | 1991 cm³                                                           | 1991 cm³                                                           | 1991 cm³                                                           | 1991 cm³                           | 1991 cm³                                         | 1991 cm³                                         | 1991 cm³                                     | 1991 cm³                                     | 1991 cm³                                     |
| max. Leistung                               | 80 kW (109 PS) bei 5500/min        | 100 kW (136 PS) bei 5500/min                          | 100 kW + 10 kW (136 PS + 14 PS) (2) bei 5500/min      | 100 kW + 10 kW (136 PS + 14 PS) (2) bei 5500/min      | 120 kW (163 PS) bei 5500/min                          | 120 kW + 10 kW (163 PS + 14 PS) (2) bei 5500/min      | 120 kW + 10 kW (163 PS + 14 PS) (2) bei 5500/min      | 120 kW (163 PS) bei 5500/min            | 140 kW (190 PS) bei 5500–6100/min                                  | 140 kW (190 PS) bei 5500–6100/min                                  | 140 kW + 10 kW (190 PS + 14 PS) (2) bei 5500–6100/min              | 140 kW + 10 kW (190 PS + 14 PS) (2) bei 5500–6100/min              | 165 kW (224 PS) bei 5500/min                                       | 165 kW (224 PS) bei 5500/min                                       | 165 kW + 10 kW (224 PS + 14 PS) (2) bei 5500–6100/min              | 165 kW + 10 kW (224 PS + 14 PS) (2) bei 5500–6100/min              | 225 kW (306 PS) bei 5800/min       | 225 kW + 10 kW (306 PS + 14 PS) (2) bei 5800/min | 225 kW + 10 kW (306 PS + 14 PS) (2) bei 5800/min | 285 kW (387 PS) bei 6500/min                 | 310 kW (421 PS) bei 6750/min                 | 310 kW (421 PS) bei 6750/min                 |
| max. Drehmoment                             | 180 Nm bei 1375–3500/min           | 200 Nm bei 1460–4000/min                              | 230 Nm bei 1660–3000/min + 150 Nm                     | 230 Nm bei 1660–3000/min + 150 Nm                     | 250 Nm bei 1620–4000/min                              | 270 Nm bei 2000–3500/min + 150 Nm                     | 270 Nm bei 2000–3500/min + 150 Nm                     | 250 Nm bei 1620–4000/min                | 300 Nm bei 1800–4000/min                                           | 300 Nm bei 1800–4000/min                                           | 300 Nm bei 1800–4000/min + 150 Nm                                  | 300 Nm bei 1800–4000/min + 150 Nm                                  | 350 Nm bei 1800–4000/min                                           | 350 Nm bei 1800–4000/min                                           | 350 Nm bei 2000–4000/min + 150 Nm                                  | 350 Nm bei 2000–4000/min + 150 Nm                                  | 400 Nm bei 3000–4000/min           | 400 Nm bei 3000–4000/min + 150 Nm                | 400 Nm bei 3000–4000/min + 150 Nm                | 480 Nm bei 4750–5000/min                     | 500 Nm bei 5000–5250/min                     | 500 Nm bei 5000–5250/min                     |
| Kraftübertragung                            |                                    |                                                       |                                                       |                                                       |                                                       |                                                       |                                                       |                                         |                                                                    |                                                                    |                                                                    |                                                                    |                                                                    |                                                                    |                                                                    |                                                                    |                                    |                                                  |                                                  |                                              |                                              |                                              |
| Antrieb, serienmäßig                        | Vorderradantrieb                   | Vorderradantrieb                                      | Vorderradantrieb                                      | Vorderradantrieb                                      | Vorderradantrieb                                      | Vorderradantrieb                                      | Vorderradantrieb                                      | Allradantrieb                           | Vorderradantrieb                                                   | Allradantrieb                                                      | Allradantrieb                                                      | Allradantrieb                                                      | Vorderradantrieb                                                   | Allradantrieb                                                      | Allradantrieb                                                      | Allradantrieb                                                      | Allradantrieb                      | Allradantrieb                                    | Allradantrieb                                    | Allradantrieb                                | Allradantrieb                                | Allradantrieb                                |
| Getriebe, serienmäßig                       | 6-Gang-Schaltgetriebe              | 6-Gang-Schaltgetriebe                                 | 7-Gang-Doppelkupplungsgetriebe (7G-DCT) (GETRAG 7DCT) | 7-Gang-Doppelkupplungsgetriebe (7G-DCT) (GETRAG 7DCT) | 6-Gang-Schaltgetriebe                                 | 7-Gang-Doppelkupplungsgetriebe (7G-DCT) (GETRAG 7DCT) | 7-Gang-Doppelkupplungsgetriebe (7G-DCT) (GETRAG 7DCT) | 8-Gang-Doppelkupplungsgetriebe (8G-DCT) | 8-Gang-Doppelkupplungsgetriebe (8G-DCT) (Mercedes-Benz Powertrain) | 8-Gang-Doppelkupplungsgetriebe (8G-DCT) (Mercedes-Benz Powertrain) | 8-Gang-Doppelkupplungsgetriebe (8G-DCT) (Mercedes-Benz Powertrain) | 8-Gang-Doppelkupplungsgetriebe (8G-DCT) (Mercedes-Benz Powertrain) | 8-Gang-Doppelkupplungsgetriebe (8G-DCT) (Mercedes-Benz Powertrain) | 8-Gang-Doppelkupplungsgetriebe (8G-DCT) (Mercedes-Benz Powertrain) | 8-Gang-Doppelkupplungsgetriebe (8G-DCT) (Mercedes-Benz Powertrain) | 8-Gang-Doppelkupplungsgetriebe (8G-DCT) (Mercedes-Benz Powertrain) | AMG SPEEDSHIFT DCT 7G              | AMG SPEEDSHIFT DCT 8G                            | AMG SPEEDSHIFT DCT 8G                            | AMG SPEEDSHIFT DCT 8G                        | AMG SPEEDSHIFT DCT 8G                        | AMG SPEEDSHIFT DCT 8G                        |
| Getriebe, optional                          | —                                  | 7-Gang-Doppelkupplungsgetriebe (7G-DCT) (GETRAG 7DCT) | —                                                     | —                                                     | 7-Gang-Doppelkupplungsgetriebe (7G-DCT) (GETRAG 7DCT) | —                                                     | —                                                     | —                                       | —                                                                  | —                                                                  | —                                                                  | —                                                                  | —                                                                  | —                                                                  | —                                                                  | —                                                                  | —                                  | —                                                | —                                                | —                                            | —                                            | —                                            |
| Messwerte, Steilheck W 177                  |                                    |                                                       |                                                       |                                                       |                                                       |                                                       |                                                       |                                         |                                                                    |                                                                    |                                                                    |                                                                    |                                                                    |                                                                    |                                                                    |                                                                    |                                    |                                                  |                                                  |                                              |                                              |                                              |
| Höchstgeschwindigkeit                       | 200 km/h                           | 215 km/h                                              | 215 km/h                                              | 215 km/h                                              | 225 km/h                                              | 225 km/h                                              | 225 km/h                                              | 221 km/h                                | 240 km/h                                                           | 235 km/h                                                           | 235 km/h                                                           | 235 km/h                                                           | 250 km/h (3)                                                       | 250 km/h (3)                                                       | 250 km/h (3)                                                       | 250 km/h (3)                                                       | 250 km/h (3)                       | 250 km/h (3)                                     | 250 km/h (3)                                     | 250 km/h (3) [270 km/h] (1) (3)              | 270 km/h (3)                                 | 270 km/h (3)                                 |
| Beschleunigung, 0–100 km/h                  | 10,9 s                             | 9,2 s [8,8 s]                                         | 9,2 s                                                 | 9,2 s                                                 | 8,2 s [8,0 s]                                         | 8,2 s                                                 | 8,2 s                                                 | 8,5 s                                   | 6,9 s                                                              | 6,9 s                                                              | 7,1 s                                                              | 7,1 s                                                              | 6,2 s                                                              | 6,2 s                                                              | 6,3 s                                                              | 6,3 s                                                              | 4,7 s                              | 4,7 s                                            | 4,7 s                                            | 4,0 s                                        | 3,9 s                                        | 3,9 s                                        |
| Kraftstoffverbrauch auf 100 km (kombiniert) | 5,5–5,8 l                          | 5,5 l [5,2 l]                                         | 5,8–6,4 l                                             | 5,9 l                                                 | 5,8–6,3 l [5,1 l]                                     | 5,8–6,4 l                                             | 5,9 l                                                 | 5,8–6,3 l                               | 6,2–6,4 l                                                          | 6,5–6,6 l                                                          | 6,9–7,5 l                                                          | 6,9 l                                                              | 6,2–6,5 l                                                          | 6,5–6,6 l                                                          | 6,9–7,5 l                                                          | 6,9 l                                                              | 7,3–7,4 l                          | 8,3–8,6 l                                        | 8,3 l                                            | 8,3–8,4 l                                    | 8,3–9,2 l                                    | 9,0 l                                        |
| CO2-Emission (kombiniert)                   | 127–132 g/km                       | 127 g/km [119 g/km]                                   | 133–145 g/km                                          | 134 g/km                                              | 133–144 g/km [120 g/km]                               | 133–145 g/km                                          | 134 g/km                                              | 133–145 g/km                            | 141–145 g/km                                                       | 148–151 g/km                                                       | 157–170 g/km                                                       | 156 g/km                                                           | 141–149 g/km                                                       | 148–151 g/km                                                       | 157–170 g/km                                                       | 157 g/km                                                           | 167–169 g/km                       | 188–196 g/km                                     | 188 g/km                                         | 189–192 g/km                                 | 189–208 g/km                                 | 205 g/km                                     |
| Messwerte, Limousine V 177                  |                                    |                                                       |                                                       |                                                       |                                                       |                                                       |                                                       |                                         |                                                                    |                                                                    |                                                                    |                                                                    |                                                                    |                                                                    |                                                                    |                                                                    |                                    |                                                  |                                                  |                                              |                                              |                                              |
| Höchstgeschwindigkeit                       | —                                  | 216 km/h                                              | 216 km/h                                              | 216 km/h                                              | 230 km/h                                              | 230 km/h                                              | 230 km/h                                              | 226 km/h                                | 241 km/h                                                           | 237 km/h                                                           | 237 km/h                                                           | 237 km/h                                                           | 250 km/h (3)                                                       | 250 km/h (3)                                                       | 250 km/h (3)                                                       | 250 km/h (3)                                                       | 250 km/h (3)                       | 250 km/h (3)                                     | 250 km/h (3)                                     | —                                            | —                                            | —                                            |
| Beschleunigung, 0–100 km/h                  | —                                  | 8,9 s                                                 | 9,3 s                                                 | 9,3 s                                                 | 8,3 s                                                 | 8,3 s                                                 | 8,3 s                                                 | 8,6 s                                   | 7,0 s                                                              | 7,0 s                                                              | 7,2 s                                                              | 7,2 s                                                              | 6,3 s                                                              | 6,3 s                                                              | 6,4 s                                                              | 6,4 s                                                              | 4,8 s                              | 4,8 s                                            | 4,8 s                                            | —                                            | —                                            | —                                            |
| Kraftstoffverbrauch auf 100 km (kombiniert) | —                                  | 5,3–5,6 l                                             | 5,7–6,3 l                                             | 5,9 l                                                 | 5,7–6,0 l                                             | 5,7–6,3 l                                             | 5,8 l                                                 | 5,8–6,2 l                               | 6,0–6,2 l                                                          | 6,5–6,7 l                                                          | 6,8–7,4 l                                                          | 6,8 l                                                              | 6,1–6,3 l                                                          | 6,5–6,7 l                                                          | 6,8–7,4 l                                                          | 6,8 l                                                              | 7,2–7,3 l                          | 8,1–8,4 l                                        | 8,1 l                                            | —                                            | —                                            | —                                            |
| CO2-Emission (kombiniert)                   | —                                  | 121–127 g/km                                          | 130–143 g/km                                          | 134 g/km                                              | 131–138 g/km                                          | 130–143 g/km                                          | 132 g/km                                              | 132–143 g/km                            | 137–141 g/km                                                       | 149–153 g/km                                                       | 154–167 g/km                                                       | 154 g/km                                                           | 139–143 g/km                                                       | 149–153 g/km                                                       | 155–168 g/km                                                       | 154 g/km                                                           | 164–167 g/km                       | 184–192 g/km                                     | 184 g/km                                         | —                                            | —                                            | —                                            |
| Tankinhalt, serienmäßig (optional)          | 43 l                               | 43 l                                                  | 43 l                                                  | 43 l                                                  | 43 l                                                  | 43 l                                                  | 43 l                                                  | 51 l                                    | 43 l (51 l)                                                        | 51 l                                                               | 51 l                                                               | 51 l                                                               | 43 l (51 l)                                                        | 51 l                                                               | 51 l                                                               | 51 l                                                               | 51 l                               | 51 l                                             | 51 l                                             | 51 l                                         | 51 l                                         | 51 l                                         |
| Abgasnorm nach EU-Klassifikation            | Euro 6d-TEMP (ab 10/2019: Euro 6d) | Euro 6d-TEMP (ab 10/2019: Euro 6d)                    | Euro 6d                                               | Euro 6e                                               | Euro 6d-TEMP (ab 10/2019: Euro 6d)                    | Euro 6d                                               | Euro 6e                                               | Euro 6d                                 | Euro 6d-TEMP                                                       | Euro 6d-TEMP (ab 10/2019: Euro 6d)                                 | Euro 6d                                                            | Euro 6e                                                            | Euro 6d-TEMP (ab 10/2019: Euro 6d)                                 | Euro 6d-TEMP (ab 10/2019: Euro 6d)                                 | Euro 6d                                                            | Euro 6e                                                            | Euro 6d-TEMP (ab 06/2020: Euro 6d) | Euro 6d                                          | Euro 6e                                          | Euro 6d                                      | Euro 6d                                      | Euro 6e                                      |

### Hybrid

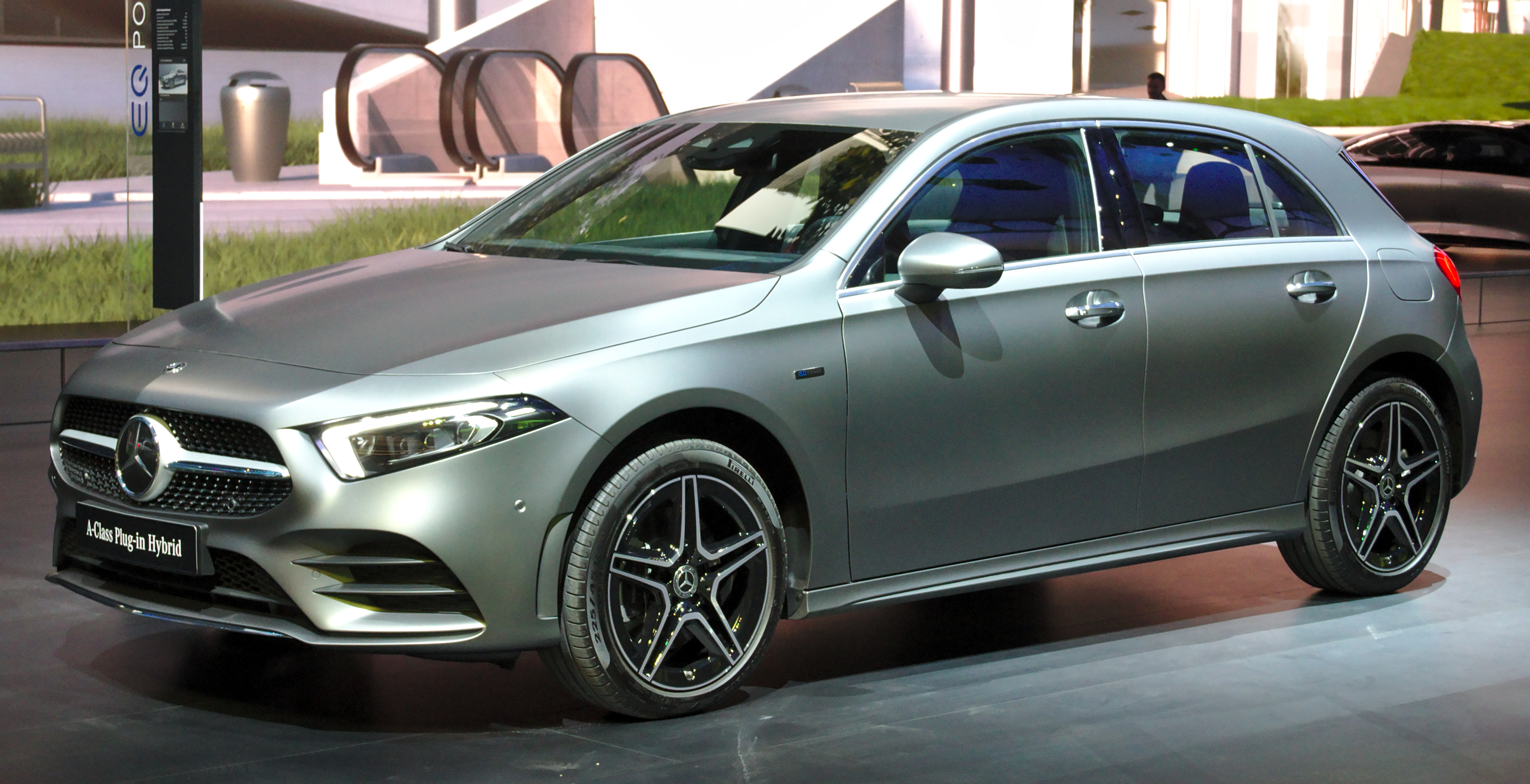
A 250 e auf der IAA 2019

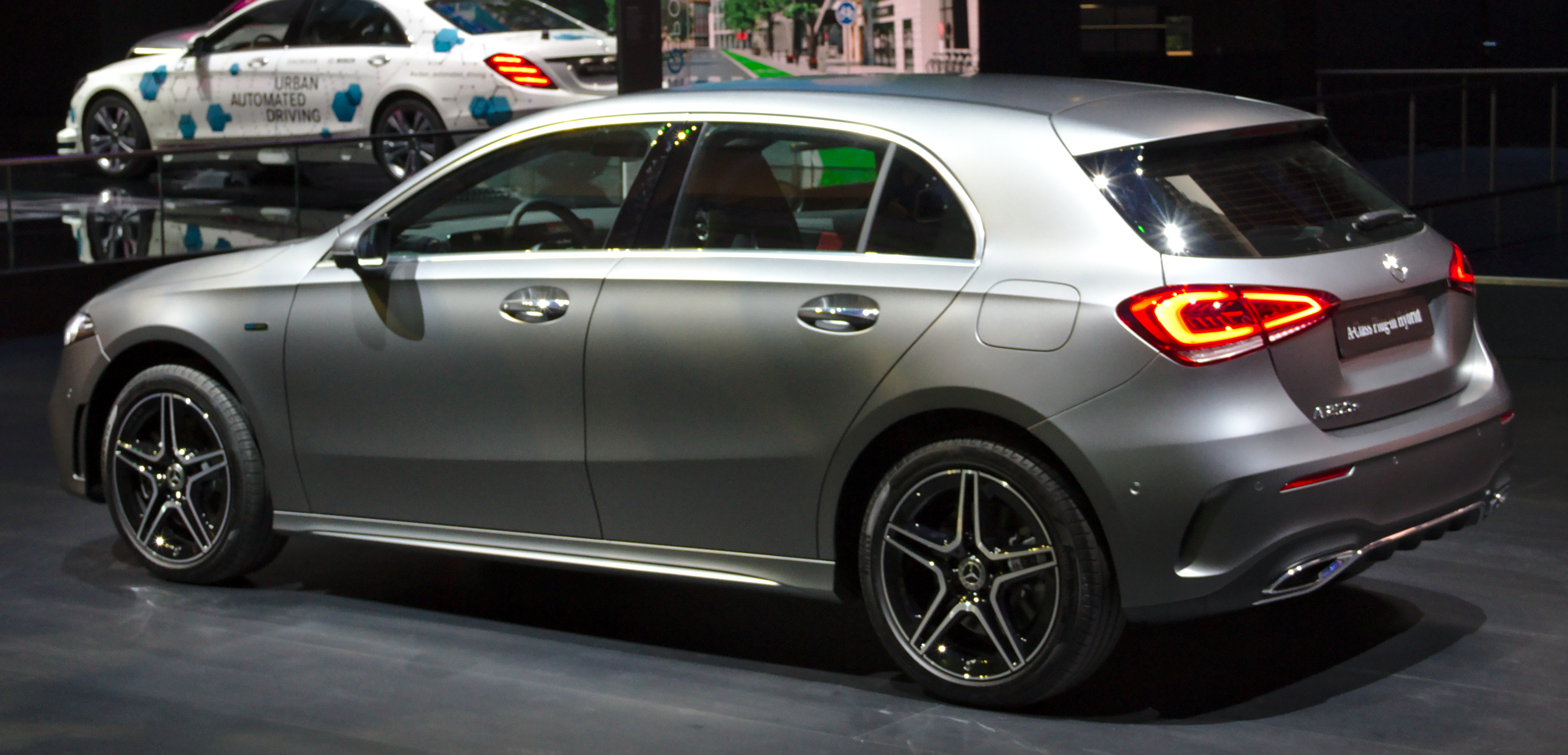
A 250 e, Heckseitenansicht

| Kenngrößen                                  | A 250 e                                 | A 250 e                                 | A 250 e                                 |
| ------------------------------------------- | --------------------------------------- | --------------------------------------- | --------------------------------------- |
| Bauzeitraum                                 | 08/2019–10/2022                         | 12/2022–01/2024                         | seit 01/2024                            |
| Motorkenndaten                              |                                         |                                         |                                         |
| Motorbezeichnung *                          | M 282 DE 14 AL                          | M 282 DE 14 AL                          | M 282 DE 14 AL                          |
| Motortyp                                    | R4-Ottomotor + Elektromotor             | R4-Ottomotor + Elektromotor             | R4-Ottomotor + Elektromotor             |
| Gemischaufbereitung                         | Direkteinspritzung                      | Direkteinspritzung                      | Direkteinspritzung                      |
| Motoraufladung                              | Turbolader                              | Turbolader                              | Turbolader                              |
| Hubraum                                     | 1332 cm³                                | 1332 cm³                                | 1332 cm³                                |
| Systemleistung                              | 160 kW (218 PS)                         | 160 kW (218 PS)                         | 160 kW (218 PS)                         |
| max. Leistung Verbrennungsmotor             | 118 kW (160 PS) bei 5500/min            | 120 kW (163 PS) bei 5500/min            | 120 kW (163 PS) bei 5500/min            |
| max. Leistung Elektromotor                  | 75 kW (102 PS)                          | 80 kW (109 PS)                          | 80 kW (109 PS)                          |
| Systemdrehmoment                            | 450 Nm                                  | 450 Nm                                  | 450 Nm                                  |
| max. Drehmoment Verbrennungsmotor           | 250 Nm bei 1620–4000/min                | 270 Nm                                  | 270 Nm                                  |
| max. Drehmoment Elektromotor                | 300 Nm bei 0–2500/min                   | 300 Nm bei 0–2500/min                   | 300 Nm bei 0–2500/min                   |
| Kraftübertragung                            |                                         |                                         |                                         |
| Antrieb, serienmäßig                        | Vorderradantrieb                        | Vorderradantrieb                        | Vorderradantrieb                        |
| Getriebe, serienmäßig                       | 8-Gang-Doppelkupplungsgetriebe (8G-DCT) | 8-Gang-Doppelkupplungsgetriebe (8G-DCT) | 8-Gang-Doppelkupplungsgetriebe (8G-DCT) |
| Getriebe, optional                          | –                                       | –                                       | –                                       |
| Messwerte, Steilheck W 177                  |                                         |                                         |                                         |
| Höchstgeschwindigkeit                       | 235 km/h                                | 225 km/h                                | 225 km/h                                |
| Beschleunigung, 0–100 km/h                  | 6,6 s                                   | 7,4 s                                   | 7,4 s                                   |
| Kraftstoffverbrauch auf 100 km (kombiniert) | 1,4–1,6 l                               | 0,8–1,1 l                               | 0,7 l                                   |
| CO2-Emission (kombiniert)                   | 32–36 g/km                              | 18–25 g/km                              | 17 g/km                                 |
| Messwerte, Limousine V 177                  |                                         |                                         |                                         |
| Höchstgeschwindigkeit                       | 240 km/h                                | 230 km/h                                | 230 km/h                                |
| Beschleunigung, 0–100 km/h                  | 6,7 s                                   | 7,5 s                                   | 7,5 s                                   |
| Kraftstoffverbrauch auf 100 km (kombiniert) | 1,4–1,5 l                               | 0,8–1,0 l                               | 0,7 l                                   |
| CO2-Emission (kombiniert)                   | 31–35 g/km                              | 17–24 g/km                              | 16 g/km                                 |
| Tankinhalt, serienmäßig                     | 35 l                                    | 35 l                                    | 35 l                                    |
| Batterieart                                 | Lithium-Ionen-Hochvoltakkumulator       | Lithium-Ionen-Hochvoltakkumulator       | Lithium-Ionen-Hochvoltakkumulator       |
| Batteriekapazität                           | 15,6 kWh                                | 15,6 kWh                                | 17,8 kWh                                |
| elektrische Reichweite                      | bis zu 75 km                            | bis zu 82 km                            | bis zu 93 km                            |
| Abgasnorm nach EU-Klassifikation            | Euro 6d                                 | Euro 6d                                 | Euro 6e                                 |

### Dieselmotoren
| Kenngrößen                                  | A 160 d                        | A 180 d                                               | A 180 d                                 | A 180 d                                 | A 180 d                                 | A 200 d                                 | A 200 d                                 | A 200 d                                 | A 200 d 4MATIC                          | A 220 d                                 | A 220 d                                 | A 220 d                                 | A 220 d 4MATIC                          |
| ------------------------------------------- | ------------------------------ | ----------------------------------------------------- | --------------------------------------- | --------------------------------------- | --------------------------------------- | --------------------------------------- | --------------------------------------- | --------------------------------------- | --------------------------------------- | --------------------------------------- | --------------------------------------- | --------------------------------------- | --------------------------------------- |
| Bauzeitraum                                 | 05/2019–10/2020                | 05/2018–10/2020                                       | 10/2020–10/2022                         | 10/2022–01/2024                         | seit 01/2024                            | 11/2018–10/2022                         | 10/2022–01/2024                         | seit 01/2024                            | 10/2019–10/2022                         | 11/2018–10/2022                         | 10/2022–01/2024                         | seit 01/2024                            | 10/2019–10/2022                         |
| Motorkenndaten                              |                                |                                                       |                                         |                                         |                                         |                                         |                                         |                                         |                                         |                                         |                                         |                                         |                                         |
| Motorbezeichnung *                          | OM 608 DE 15 SCR               | OM 608 DE 15 SCR                                      | OM 654q DE 20 SCR                       | OM 654q DE 20 SCR                       | OM 654q DE 20 SCR                       | OM 654q DE 20 SCR                       | OM 654q DE 20 SCR                       | OM 654q DE 20 SCR                       | OM 654q DE 20 SCR                       | OM 654q DE 20 SCR                       | OM 654q DE 20 SCR                       | OM 654q DE 20 SCR                       | OM 654q DE 20 SCR                       |
| Motortyp                                    | R4-Dieselmotor                 | R4-Dieselmotor                                        | R4-Dieselmotor                          | R4-Dieselmotor                          | R4-Dieselmotor                          | R4-Dieselmotor                          | R4-Dieselmotor                          | R4-Dieselmotor                          | R4-Dieselmotor                          | R4-Dieselmotor                          | R4-Dieselmotor                          | R4-Dieselmotor                          | R4-Dieselmotor                          |
| Gemischaufbereitung                         | Common-Rail-Direkteinspritzung | Common-Rail-Direkteinspritzung                        | Common-Rail-Direkteinspritzung          | Common-Rail-Direkteinspritzung          | Common-Rail-Direkteinspritzung          | Common-Rail-Direkteinspritzung          | Common-Rail-Direkteinspritzung          | Common-Rail-Direkteinspritzung          | Common-Rail-Direkteinspritzung          | Common-Rail-Direkteinspritzung          | Common-Rail-Direkteinspritzung          | Common-Rail-Direkteinspritzung          | Common-Rail-Direkteinspritzung          |
| Motoraufladung                              | Turbolader                     | Turbolader                                            | Turbolader                              | Turbolader                              | Turbolader                              | Turbolader                              | Turbolader                              | Turbolader                              | Turbolader                              | Turbolader                              | Turbolader                              | Turbolader                              | Turbolader                              |
| Hubraum                                     | 1461 cm³                       | 1461 cm³                                              | 1950 cm³                                | 1950 cm³                                | 1950 cm³                                | 1950 cm³                                | 1950 cm³                                | 1950 cm³                                | 1950 cm³                                | 1950 cm³                                | 1950 cm³                                | 1950 cm³                                | 1950 cm³                                |
| max. Leistung                               | 70 kW (95 PS) bei 4000/min     | 85 kW (116 PS) bei 4000/min                           | 85 kW (116 PS) bei 3400–4400/min        | 85 kW (116 PS) bei 3400–4400/min        | 85 kW (116 PS) bei 3400–4400/min        | 110 kW (150 PS) bei 3400–4400/min       | 110 kW (150 PS) bei 3400–4400/min       | 110 kW (150 PS) bei 3400–4400/min       | 110 kW (150 PS) bei 3400–4400/min       | 140 kW (190 PS) bei 3800/min            | 140 kW (190 PS) bei 3800/min            | 140 kW (190 PS) bei 3800/min            | 140 kW (190 PS) bei 3800/min            |
| max. Drehmoment                             | 240 Nm bei 1750–2500/min       | 260 Nm bei 1750–2750/min                              | 280 Nm bei 1300–2600/min                | 280 Nm bei 1300–2600/min                | 280 Nm bei 1300–2600/min                | 320 Nm bei 1400–3200/min                | 320 Nm bei 1400–3200/min                | 320 Nm bei 1400–3200/min                | 320 Nm bei 1400–3200/min                | 400 Nm bei 1600–2600/min                | 400 Nm bei 1600–2600/min                | 400 Nm bei 1600–2600/min                | 400 Nm bei 1600–2600/min                |
| Kraftübertragung                            |                                |                                                       |                                         |                                         |                                         |                                         |                                         |                                         |                                         |                                         |                                         |                                         |                                         |
| Antrieb, serienmäßig                        | Vorderradantrieb               | Vorderradantrieb                                      | Vorderradantrieb                        | Vorderradantrieb                        | Vorderradantrieb                        | Vorderradantrieb                        | Vorderradantrieb                        | Vorderradantrieb                        | Allradantrieb                           | Vorderradantrieb                        | Vorderradantrieb                        | Vorderradantrieb                        | Allradantrieb                           |
| Getriebe, serienmäßig                       | 6-Gang-Schaltgetriebe          | 6-Gang-Schaltgetriebe                                 | 6-Gang-Schaltgetriebe                   | 8-Gang-Doppelkupplungsgetriebe (8G-DCT) | 8-Gang-Doppelkupplungsgetriebe (8G-DCT) | 6-Gang-Schaltgetriebe                   | 8-Gang-Doppelkupplungsgetriebe (8G-DCT) | 8-Gang-Doppelkupplungsgetriebe (8G-DCT) | 8-Gang-Doppelkupplungsgetriebe (8G-DCT) | 8-Gang-Doppelkupplungsgetriebe (8G-DCT) | 8-Gang-Doppelkupplungsgetriebe (8G-DCT) | 8-Gang-Doppelkupplungsgetriebe (8G-DCT) | 8-Gang-Doppelkupplungsgetriebe (8G-DCT) |
| Getriebe, optional                          | —                              | 7-Gang-Doppelkupplungsgetriebe (7G-DCT) (GETRAG 7DCT) | 8-Gang-Doppelkupplungsgetriebe (8G-DCT) | —                                       | —                                       | 8-Gang-Doppelkupplungsgetriebe (8G-DCT) | —                                       | —                                       | —                                       | —                                       | —                                       | —                                       | —                                       |
| Messwerte, Steilheck W 177                  |                                |                                                       |                                         |                                         |                                         |                                         |                                         |                                         |                                         |                                         |                                         |                                         |                                         |
| Höchstgeschwindigkeit                       | 193 km/h                       | 202 km/h                                              | 202 km/h                                | 202 km/h                                | 202 km/h                                | 220 km/h                                | 220 km/h                                | 220 km/h                                | 217 km/h                                | 235 km/h                                | 235 km/h                                | 235 km/h                                | 233 km/h                                |
| Beschleunigung, 0–100 km/h                  | 12,4 s                         | 10,6 s                                                | 10,0 s                                  | 9,7 s                                   | 9,7 s                                   | 8,1 s                                   | 8,3 s                                   | 8,3 s                                   | 8,3 s                                   | 7,0 s                                   | 7,2 s                                   | 7,2 s                                   | 6,8 s                                   |
| Kraftstoffverbrauch auf 100 km (kombiniert) | 4,0–4,3 l                      | 4,1–4,3 l                                             | 4,7–5,0 l                               | 5,0–5,5 l                               | 5,0 l                                   | 4,0–4,3 l                               | 4,9–5,4 l                               | 4,9 l                                   | 4,6–5,0 l                               | 4,3–4,5 l                               | 5,0–5,5 l                               | 5,0 l                                   | 4,6–5,0 l                               |
| CO2-Emission (kombiniert)                   | 106–113 g/km                   | 108–114 g/km                                          | 123–132 g/km                            | 132–145 g/km                            | 132 g/km                                | 107–113 g/km                            | 128–143 g/km                            | 128 g/km                                | 121–132 g/km                            | 114–118 g/km                            | 131–144 g/km                            | 131 g/km                                | 121–131 g/km                            |
| Messwerte, Limousine V 177                  |                                |                                                       |                                         |                                         |                                         |                                         |                                         |                                         |                                         |                                         |                                         |                                         |                                         |
| Höchstgeschwindigkeit                       | 196 km/h                       | 206 km/h                                              | 206 km/h                                | 206 km/h                                | 206 km/h                                | 227 km/h                                | 227 km/h                                | 227 km/h                                | 223 km/h                                | 246 km/h                                | 246 km/h                                | 246 km/h                                | 240 km/h                                |
| Beschleunigung, 0–100 km/h                  | 12,5 s                         | 10,6 s                                                | 10,2 s                                  | 9,9 s                                   | 9,9 s                                   | 8,2 s                                   | 8,4 s                                   | 8,4 s                                   | 8,4 s                                   | 7,1 s                                   | 7,3 s                                   | 7,3 s                                   | 6,9 s                                   |
| Kraftstoffverbrauch auf 100 km (kombiniert) | 4,0–4,4 l                      | 4,1–4,3 l                                             | 4,6–5,0 l                               | 5,0–5,5 l                               | 5,0 l                                   | 4,1–4,5 l                               | 4,8–5,4 l                               | 4,8 l                                   | 4,5–4,9 l                               | 4,1–4,5 l                               | 5,0–5,4 l                               | 5,0 l                                   | 4,5–4,9 l                               |
| CO2-Emission (kombiniert)                   | 105–116 g/km                   | 107–113 g/km                                          | 122–131 g/km                            | 130–143 g/km                            | 130 g/km                                | 108–119 g/km                            | 127–141 g/km                            | 128 g/km                                | 119–129 g/km                            | 109–119 g/km                            | 131–143 g/km                            | 131 g/km                                | 119–129 g/km                            |
| Tankinhalt, serienmäßig (optional) [AdBlue] | 43 l [23,8 l]                  | 43 l [23,8 l]                                         | 43 l                                    | 43 l                                    | 43 l                                    | 43 l                                    | 43 l                                    | 43 l                                    | 51 l                                    | 43 l (51 l)                             | 43 l (51 l)                             | 51 l                                    | 51 l                                    |
| Abgasnorm nach EU-Klassifikation            | Euro 6d-TEMP                   | Euro 6d-TEMP                                          | Euro 6d                                 | Euro 6d                                 | Euro 6e                                 | Euro 6d                                 | Euro 6d                                 | Euro 6d                                 | Euro 6d                                 | Euro 6d                                 | Euro 6d                                 | Euro 6e                                 | Euro 6d                                 |

Werte in eckigen Klammern [ ] für Modelle mit Doppelkupplungsgetriebe
* Die Motorbezeichnung ist wie folgt verschlüsselt:
M = Motor (Otto), OM = Ölmotor (Diesel), Baureihe = 3-stellig, q = Quereinbau, DE = Direkteinspritzung, Hubraum = Deziliter (gerundet), A = Abgasturbolader, L = Ladeluftkühlung, SCR = Art der Abgasnachbehandlung